# Liste des membres de la Société des Cincinnati de France
La liste des membres de la Société des Cincinnati de France rassemble ci-dessous les Français membres d'origine de la Société des Cincinnati, appelé aussi l'ordre de Cincinnatus, fondé en 1783, c'est-à-dire les officiers et diplomates qui se sont distingués pendant la guerre d'indépendance des États-Unis. Les militaires incluent les officiers de l'armée et les officiers de marine.
À la suite de discussions, les statuts de l'institution de la Société des Cincinnati de France ont été proposés avec deux sections :
- une section comprend les officiers servant sous commission de Louis XVI qui ont coopéré avec les armées des États-Unis pour sa liberté ;
- l'autre section comprend les officiers qui ont servi dans l'armée ou la marine américaine sous commission du Congrès,

## Section comprenant les membres d'origine, diplomates et officiers ayant servi sous commission de Louis XVI qui ont coopéré avec les armées des États-Unis pour sa liberté

### Diplomates
Deux ministres plénipotentiaires français auprès du Congrès des États-Unis :
- Conrad Alexandre Gérard, nommé ministre plénipotentiaire du roi auprès du Congrès continental, le 13 avril 1778. Il séjourne aux États-Unis pendant 17 mois.
- Anne César de La Luzerne, ministre plénipotentiaire envoyé en 1779, puis ambassadeur de France aux États-Unis après la signature du traité de Paris (1783).

### Armée française
| Liste des membres d'origine de la Société des Cincinnati | Liste des membres d'origine de la Société des Cincinnati | Liste des membres d'origine de la Société des Cincinnati | Liste des membres d'origine de la Société des Cincinnati | Liste des membres d'origine de la Société des Cincinnati  | Liste des membres d'origine de la Société des Cincinnati |  |  |
| Nom                                                      |                                                          |                                                          | Titre de noblesse                                        | Grade                                                     | Commandement et actions |  |  |
| -------------------------------------------------------- | -------------------------------------------------------- | -------------------------------------------------------- | -------------------------------------------------------- | --------------------------------------------------------- | --- |  |  |
| Jean-Baptiste-Donatien de Vimeur                         |                                                          |                                                          | comte de Rochambeau                                      | lieutenant-général                                        | commandant de l'armée auxiliaire envoyée aux États-Unis en 1780. |  |  |
| Axel de Fersen,                                          |                                                          |                                                          | comte de Fersen                                          | mestre de camp d'infanterie                               | Aide-de-camp du comte de Rochambeau. |  |  |
| Curt-Bogislaus-Ludwig-Christopher von Stedingk,          |                                                          |                                                          | baron puis comte de Stedingk                             | lieutenant-colonel dans le régiment Royal-Suédois en 1776 | En 1779, il est sous les ordres du comte d'Estaing. Il commande une division au siège de Savannah. |  |  |
| Claude-Anne de Saint-Simon                               |                                                          |                                                          | duc de Saint-Simon, marquis de Montblerú                 | maréchal de camp                                          | Commandant de la garnison de Saint-Domingue envoyée aux États-Unis en 1781. Participe à la bataille de Yorktown où il est blessé. |  |  |
| Charles-Joseph-Hyacinthe du Houx                         |                                                          |                                                          | comte de Vioménil                                        | Maréchal de camp                                          | Fait partie de l'armée auxiliaire envoyée aux États-Unis. |  |  |
| Armand-Louis de Gontaut Biron                            |                                                          |                                                          | duc de Lauzun et de Biron                                | Mestre de camp propriétaire                               | Commande la « Légion de Lauzun ». |  |  |
| Jacques Bernard Joseph Modeste d' Anselme                |                                                          |                                                          | chevalier d'Anselme                                      | Lieutenant-colonel                                        | régiment de Soissonnais. |  |  |
| Antoine-Charles du Houx                                  |                                                          |                                                          | baron de Vioménil                                        | Maréchal de camp                                          | Commandent en second, sous les ordres du comte de Rochambeau. |  |  |
| Claude Gabriel de Choisy                                 |                                                          |                                                          | marquis de Choisy                                        | Mestre de camp                                            | 4e régiment de chasseurs à cheval. Nommé à l'armée auxiliaire, il participe à la bataille de Yorktown. |  |  |
| Just-Antoine-Henry-Marie-Germain de Rostaing             |                                                          |                                                          | marquis de Rostaing                                      | Mestre de camp                                            | Mestre de camp commandant le régiment de Gâtinais faisant partie de l'armée auxiliaire qui participe à la bataille de Yorktown et qui prend d'assaut la redoute no 9 |  |  |
| Arthur Dillon                                            |                                                          |                                                          | comte de Dillon                                          | Brigadier général d'infanterie                            | Commandant du régiment de Dillon, il participe au siège de Savannah. |  |  |
| Christian de Forbach                                     |                                                          |                                                          | comte de Forbach, marquis des Deux-Ponts                 | Lieutenant-colonel                                        | Commande le régiment Royal-Deux-Ponts qui participe à la bataille de Yorktown. |  |  |
| Jean-Baptiste Louis Philippe de Félix d'Olières          |                                                          |                                                          | comte du Muy                                             | Mestre de camp                                            | Commandant du régiment de Soissonnais. |  |  |
| Donatien-Marie-Joseph de Vimeur                          |                                                          |                                                          | marquis de Rochambeau                                    | Mestre de camp                                            | Mestre de camp en second du régiment de Bourbonnais. Aide de camp de son père. |  |  |
| Henri-Claude-Amable de Rocplant                          |                                                          |                                                          | baron de Lestrade de Conty                               | Lieutenant-colonel                                        | Lieutenant-colonel du régiment de Gâtinais, infanterie, vient de Saint-Domingue avec le duc de Saint-Simon pour se joindre à l'armée auxiliaire commandée par le comte de Rochambeau. À la bataille de Yorktown, a été blessé dans les fossés de la redoute no 9 lors de l'assaut mené par Gâtinais |  |  |
| François Marie d'Aboville                                |                                                          |                                                          | chevalier d'Aboville                                     | Colonel                                                   | Régiment d'Auxonne, commande l'artillerie à la bataille de Yorktown. |  |  |
| Dominique Sheldon                                        |                                                          |                                                          | chevalier Sheldon                                        | Mestre de camp                                            | Fait partie du corps de hussards de la Légion de Lauzun. |  |  |
| Jacques O'Moran                                          |                                                          |                                                          |                                                          | Capitaine, puis colonel                                   | Commandant dans le régiment de Dillon infanterie (brigade irlandaise). Il sert sous les ordres du comte d'Estaing au siège de Savannah. |  |  |
| Pierre de Gimel                                          |                                                          |                                                          | chevalier de Gimel                                       | Lieutenant-colonel                                        | Régiment de Metz artillerie, brigadier sous les ordres du comte d'Estaing au siège de Savannah. |  |  |
| Isidore de Lynch                                         |                                                          |                                                          | chevalier                                                | Capitaine                                                 | Régiment de Dillon, il sert sous les ordres du comte d'Estaing au siège de Savannah, aide de camp du maréchal de camp de Chastellux à la bataille de Yortown. |  |  |
| Anne-Alexandre-Marie de Montmorency-Laval                |                                                          |                                                          | duc de Laval                                             | Mestre de camp                                            | Commandant du régiment de Bourbonnais, il participe à la bataille de Yorktown. |  |  |
| Antoine-Joseph-Eulalie de Beaumont                       |                                                          |                                                          | comte d'Autichamp                                        | Mestre de camp                                            | Commandant le régiment d'Agénois, participe à la bataille de Yorktown. |  |  |
| Armand Charles Augustin de La Croix                      |                                                          |                                                          | duc de Castries                                          | Mestre de camp en second                                  | Régiment Colonel-Général cavalerie, il est transféré en 1780 au régiment de Saintonge infanterie en 1780, il participe à la bataille de Yorktown. |  |  |
| Louis Pierre Quentin de Richebourg                       |                                                          |                                                          | marquis de Champcentez                                   | Mestre de camp                                            | D'abord au régiment d'Artois dragons, il suit le baron de Vioménil retourne aux États-Unis, en 1782, comme son aide de camp dans l'armée auxiliaire. |  |  |
| Édouard Dillon                                           |                                                          |                                                          | comte de Dillon                                          | Colonel                                                   | Dans le premier bataillon du régiment de Dillon au siège de Savannah. |  |  |
| Joseph-François-Louis-Charles-César de Damas             |                                                          |                                                          | duc de Damas d'Antigny                                   | Colonel                                                   | Aide de camp du comte de Rochambeau en 1780, commande l'attaque de la redoute no 9 à Yorktown. |  |  |
| Charles Louis de Secondat                                |                                                          |                                                          | baron de Montesquieu                                     | Capitaine                                                 | Aide de camp du maréchal de camp de Chastellux, il participe à la bataille de Yorktown. |  |  |
| François de Fontanges                                    |                                                          |                                                          | vicomte de Fontanges                                     | Major général                                             | Chef d'état-major du comte d'Estaing, participe au siège de Savannah où il est sérieusement blessé. |  |  |
| Marie Joseph Eustache d'Osmond                           |                                                          |                                                          | vicomte d'Osmond                                         | Mestre de camp en second                                  | Régiment de Cambrésis, il sert comme aide de camp du marquis de Saint-Simon et participe aux opérations amenant à ÌAide de camp du maréchal de camp de Chastellux. |  |  |
| Alexandre Théodore Victor de Lameth                      |                                                          |                                                          | comte de Lameth                                          | Capitaine réformé                                         | Il s'embarque en 1782 pour remplacer son frère, Charles-Malo de Lameth, dans l'armée auxiliaire et a été blessé à Yorktown. |  |  |
| Jules-Jacques-Éléonor de Bethisy                         |                                                          |                                                          | vicomte de Bethisy                                       | Mestre de camp en second                                  | Régiment de Gâtinais, infanterie, il est sérieusement blessé au siège de Savannah, en 1779. |  |  |
| Robert Guillaume Dillon                                  |                                                          |                                                          | baron de Dillon                                          | Mestre de camp en second                                  | Hussards de la Légion de Lauzun. Il participe au siège de Savannah. Il sert sous le commandement du marquis de Choisy à la bataille de Yorktown. |  |  |
| Boson Jacques de Talleyrand-Périgord                     |                                                          |                                                          | comte de Talleyrand-Périgord                             | Colonel                                                   | Chasseur du régiment de Soissonnais. Il vient aux États-Unis en 1782 avec le baron de Vioménil et sert dans l'armée auxiliaire dans l'état-major du baron de Vioménil. |  |  |
| François Jean de Beauvoir                                |                                                          |                                                          | marquis de Chastellux                                    | Maréchal de camp                                          | Il vient aux États-Unis avec l'armée auxiliaire. Il rencontre George Washington à New-Windsor-on-the Hudson en décembre 1780. Il participe à la bataille de Yorktown. |  |  |
| Pierre François de Béville                               |                                                          |                                                          | chevalier de Béville                                     | Maréchal général des logis                                | Il a servi dans l'armée auxiliaire commandée par le comte de Rochambeau. |  |  |
| François Reynaud de Villeverd                            |                                                          |                                                          | comte Reynaud de Villeverd                               | Brigadier général de milice                               | Il sert dans les milices des Indes occidentales avant de servir sous les ordres du comte d'Estaing au siège de Savannah. |  |  |
| Louis Marie Marc Antoine de Noailles                     |                                                          |                                                          | vicomte de Noailles                                      | Mestre de camp en second                                  | au régiment Colonel général hussards, puis détaché auprès du comte d'Estaing dans les Indes occidentales et participe au siège de Savannah où il participe à une attaque à la tête d'une division composée de détachements des régiments de Champagne, d'Auxerrois, de Foix, de Guadeloupe et de Martinique. Transféré en 1780 dans le régiment de Soissonnais, il participe à la campagne de l'armée auxiliaire. Il fait partie de ceux qui préparent les articles de l'acte de capitulation de Yorktown de l'armée commandée par Lord Cornwallis. |  |  |
| Theobald de Dillon                                       |                                                          |                                                          | chevalier de Dillon                                      | Mestre de camp                                            | Au régiment de Dillon, il sert sous les ordres du comte d'Estaing au siège de Savannah. |  |  |
| Laurent-François Le Noir                                 |                                                          |                                                          | marquis de Rouvray                                       | Colonel                                                   | Il commande le corps des Chasseurs volontaires de Saint-Domingue au siège de Savannah. |  |  |
| Jean-Nicolas Desandrouins                                |                                                          |                                                          | vicomte Desandrouins                                     | Colonel                                                   | dans le Corps des ingénieurs du roi, il commande un détachement de ce corps auprès de l'armée auxiliaire. Il est chef ingénieur dans l'état-major du comte de Rochanbeau. Il commande les ingénieurs français au siège de Yorktown sous le commandement du chevalier du Portail, chef ingénieur de l'armée américaine. |  |  |
| Charles-François Chandon                                 |                                                          |                                                          | chevalier de La Valette                                  | Lieutenant colonel                                        | Régiment de Saintonge qui fait partie de l'armée auxiliaire. Il participe à la bataille de Yorktown. |  |  |
| Henri François Léonard de Poudenx                        |                                                          |                                                          | vicomte de Poudenx                                       | Mestre de camp                                            | Commandant le régiment de Touraine infanterie. Il vient avec le contingent de Saint-Domingue amené par le marquis de Saint-Simon pour se joindre à l'armée auxiliaire. Il arrive à la baie de Chesapeake le 15 août 1781. Il rembarque pour les Indes occidentales le 5 novembre 1781. |  |  |
| Charles Louis Victor de Broglie                          |                                                          |                                                          | prince de Broglie                                        | Mestre de camp en second                                  | Régiment de Saintonge qui rejoint l'armée auxiliaire du comte de Rochambeau en 1782. |  |  |
| François-Louis Thibault de Ménonville                    |                                                          |                                                          | comte de Ménonville                                      | Aide Major général d'infanterie                           | dans l'armée auxiliaire, il participe à la bataille de la baie de Chesapeake et à la prise de la redoute no 9 à la bataille de Yorktown. |  |  |
| René-Marie d'Arrot                                       |                                                          |                                                          | vicomte d'Arrot                                          | Colonel                                                   | Commandant dans la Légion de Lauzun en 1780, puis dans l'armée auxiliaire du comte de Rochambeau jusqu'à la capitulation de Yorktown. |  |  |
| Jacques Anne Joseph le Prestre                           |                                                          |                                                          | comte de Vauban                                          | Mestre de camp                                            | Aide de camp du comte de Rochambeau, assiste à la prise de la redoute no 9 pendant le siège de Yorktown. |  |  |
| André Michel Victor de Chouin                            |                                                          |                                                          | marquis de Chouin                                        | Maréchal général des logis                                | Il participe au siège de Savannah. |  |  |
| Pierre-Paul Louis de La Roche-Fontenilles                |                                                          |                                                          | marquis de la Roche-Fontenilles                          | Maréchal général des logis                                | Il participe au siège de Savannah. |  |  |
| Charles Laure de Mac-Mahon                               |                                                          |                                                          | marquis d'Éguilly et de Vianges                          | Capitaine                                                 | En 1782, Louis XVI l'autorise à rejoindre le marquis de La Fayette comme aide de camp, puis comme aide de camp du duc de Lauzun. |  |  |
| Jean Pierre Goullet de Latour                            |                                                          |                                                          |                                                          | Lieutenant colonel                                        | Régiment d'Auxonne, il commande le second bataillon de ce régiment. Il commande en second l'artillerie de l'armée auxiliaire. |  |  |
| François-Alexandre-Antoine de Loménie                    |                                                          |                                                          | vicomte de Brienne                                       | Major                                                     | Légion de Lauzun jusqu'à la capitulation de Yorktown, puis dans l'armée auxiliaire. |  |  |
| Jean-Josse de Tarlé                                      |                                                          |                                                          | chevalier de Tarlé                                       | Lieutenant colonel                                        | Aide major général d'infanterie de l'armée auxiliaire. |  |  |
| Charles Francis Joseph de Fléchin de Vamin               |                                                          |                                                          | comte de Fléchin de Vamin                                | Mestre de camp en second                                  | Régiment de Touraine infanterie, il vient aux États-Unis avec le marquis de Saint-Simon. Il participe à la bataille de Yorktown. |  |  |
| Théodore de Lameth                                       |                                                          |                                                          | comte de Lameth                                          | Mestre de camp                                            | Attaché au régiment d'Auxerrois en 1779 qui sert à bord de la flotte du comte d'Estaing et participe au siège de Savannah. Il est renvoyé en France par le comte d'Estaing avec du courrier pour le ministre de la Marine. |  |  |
| Gabriel Marie de Riccé                                   |                                                          |                                                          | vicomte de Riccé                                         | Capitaine                                                 | Aide de camp du baron de Vioménil en 1782 dans l'armée auxiliaire. |  |  |
| Louis-Philippe de Ségur–                                 |                                                          |                                                          | comte de Ségur                                           | Mestre de camp en second                                  | Avec le régiment de Soissonnais qui fait partie de l'armée auxiliaire du comte de Rochambeau en 1782. |  |  |
| Pierre François Gabriel d'Ollone                         |                                                          |                                                          | comte d'Ollone                                           | Capitaine                                                 | Aide de camp de son oncle Charles-Joseph-Hyacinthe du Houx en 1780. Il sert dans l'armée auxiliaire du comte de Rochambeau, sous-aide-maréchal-général des Logis avec le rang local de colonel à partir de 1782. |  |  |
| Claude Bernard Jean Magdelaine Germain Loppin            |                                                          |                                                          | marquis de Montmort, seigneur de La Boulaye              | Capitaine                                                 | Aide de camp de son beau-père Antoine-Charles du Houx en mai 1782. |  |  |
| Jean-Baptiste de Tastes de Lilancour                     |                                                          |                                                          | comte de Lilancour                                       | Gouverneur à Saint-Domingue                               | En juillet 1781 il en commandant par intérim des troupes françaises à Saint-Domingue quand le comte de Grasse lui transmet le plan d'attaque de New York et de la Virginie mis au point par George Washington et le comte de Rochambeau. Il prend sur lui le risque d'envoyer une partie de la garnison de Saint-Domingue sous les ordres du marquis de Saint-Simon qui vont participer à la bataille de Yorktown. |  |  |
| Guillaume des Deux-Ponts                                 |                                                          |                                                          | comte des Deux-Ponts                                     | Mestre de camp                                            | Lieutenant en second du régiment Royal Deux-Ponts. Au siège de Yorktown, il commande un détachement de 400 grenadiers des régiments de Gâtinais et de Royal Deux-Ponts. Il est renvoyé en France par le comte de Rochambeau pour annoncer la victoire. |  |  |
| François Marie d'Angély                                  |                                                          |                                                          | baron d'Angély                                           | Colonel                                                   | Il vient aux États-Unis avec le baron de Vioméni et reste dans l'armée auxiliaire jusqu'à la bataille de Yorktown. Il commande l'attaque de Fort Franklin de Lloyd's Neck, dans la baie d'Huntington, le 10 juillet 1781. |  |  |
| Thadée Humphrey O'Dunne                                  |                                                          |                                                          | comte O'Dunne                                            | Lieutenant colonel                                        | Régiment de la Martinique servant au siège de Savannah. |  |  |
| Charles Henry Frédéric Edouard de Macdonald              |                                                          |                                                          | comte de Macdonald                                       | Capitaine                                                 | Au régiment de Foix, il sert sous le comte d'Estaing au siège de Savannah. |  |  |
| François de Casteras de Seignan                          |                                                          |                                                          | marquis de Castéras                                      | Capitaine                                                 | Au régiment d'Agénois, participe au siège de Savannah. |  |  |
| Louis Charles d'Hervilly                                 |                                                          |                                                          | comte d'Hervilly                                         | Capitaine                                                 | Au régiment d'Auxerrois, il participe au siège de Savannah. |  |  |
| Guillaume Quérenet de la Combe                           |                                                          |                                                          |                                                          | Lieutenant colonel                                        | Il fait partie du corps des ingénieurs du roi de la brigade de Strasbourg, il est détaché auprès de l'armée auxiliaire du comte de Rochambeau. Il commande un détachement au siège de Yorktown. |  |  |
| André Boniface Louis Riquetti                            |                                                          |                                                          | vicomte de Mirabeau                                      | Capitaine                                                 | Au régiment de Touraine, il fait partie du contingent parti de Saint-Domingue commandé par le vicomte de Saint-Simon et participe au siège de Yorktown. |  |  |
| Claude de Saint-Simon                                    |                                                          |                                                          | baron de Saint-Simon                                     | Capitaine                                                 | Au régiment de Touraine, il est aide de camp de son frère aîné Claude-Anne marquis de Saint-Simon et accompagne le contingent de Saint-Domingue. Il participe au siège de Yorktown. |  |  |
| Jacques Gilbert Marie de Chabannes                       |                                                          |                                                          | marquis de La Palice                                     | Aide maréchal général des logis                           | Aide de camp du baron de Vioménil, il participe à la prise de la redoute no 9 pendant la bataille de Yorktown et revient en France avec le baron de Vioménil. |  |  |
| Eberhard Louis d'Esebeck                                 |                                                          |                                                          | baron d'Esebeck                                          | Lieutenant colonel                                        | Au régiment Royal-Deux-Ponts qui fait partie de l'armée auxiliaire commandée par le comte de Rochambeau. |  |  |
| Claude-Henri de Rouvroy                                  |                                                          |                                                          | comte de Saint-Simon                                     | Capitaine                                                 | Au régiment de Touraine, il fait partie du contingent venant de Saint-Domingue sous les ordres de son cousin, le marquis de Saint-Simon. Il a participé au siège de Yorktown. |  |  |
| André Arsène de Rosset de Rocozels                       |                                                          |                                                          | vicomte de Fleury                                        | Capitaine                                                 | Il vient aux États-Unis en 1782, aide de camp du marquis de Choisy. |  |  |
| Achille François du Chastellet                           |                                                          |                                                          | marquis du Chastellet                                    | Capitaine                                                 | Au régiment de Touraine, il fait partie du contingent de Saint-Domingue commandé par le marquis de Saint-Domingue. Il suit l'armée auxiliaire et participe au siège de Yorktown. |  |  |

### Marine française
|                                                |                                                | à insérer dans cette liste en maigre, je n'y arrive pas                     |                                                 |                                                                                            | |
| Liste des membres de la Société des Cincinnati | Liste des membres de la Société des Cincinnati | Liste des membres de la Société des Cincinnati                              | Liste des membres de la Société des Cincinnati  | Liste des membres de la Société des Cincinnati                                             | Liste des membres de la Société des Cincinnati |
|                                                |                                                | Jean-Baptiste de Turpin de Jouhé du Breuil Malmaud, dit Turpin du Breuil    | comte Turpin de Jouhé                           | Capitaine de vaisseau                                                                      | Commandait le Fier à la bataille d'Ouessant puis de la Grenade. A commandé Hercule, bataille de la Chesapeake. |
|                                                |                                                | Nom                                                                         | Titre de noblesse                               | Grade                                                                                      | Commandement et actions |
| ---------------------------------------------- | ---------------------------------------------- | --------------------------------------------------------------------------- | ----------------------------------------------- | ------------------------------------------------------------------------------------------ | --- |
|                                                |                                                | Charles Henri d'Estaing                                                     | comte d'Estaing                                 | vice-amiral ès mers d'Asie et d'Amérique                                                   | En 1778 il reçoit le commandement de la flotte et des troupes qui doivent coopérer avec celles des États-Unis. Il arrive sur la côte des États-Unis le 8 juillet 1778 mais il n'ose pas attaquer New York, il se rend ensuite à Newport en août mais préfère se retirer aux Antilles. Il prend la direction des Antilles. En décembre il rencontre la division de Samuel Barrington à la bataille de Sainte-Lucie pour s'emparer de l'île Sainte-Lucie. Il donne les ordres pour prendre l'île anglaise Saint-Vincent le 16 juin 1679. Il prend l'île anglaise de la Grenade le 4 juillet. Bataille de la Grenade contre l'escadre commandée par l'amiral John Byron le 6 juillet. Il participe à une attaque le 9 octobre 1779 pendant le siège de Savannah pendant laquelle il est blessé. Il abandonne le siège et revient en France. Il est à Paris le 7 décembre 1779. |
|                                                |                                                | Jean-Baptiste Prévost de Sansac                                             | marquis de Traversay                            | Lieutenant de vaisseau                                                                     | Il fait partie des officiers de la flotte chargée de combattre les Britanniques. Il a commandé plusieurs vaisseaux sous les ordres du comte de Guichen et du comte de Grasse. Il participe aux combats du siège de Savannah, de la bataille de la Martinique et du siège de Yorktown. |
|                                                |                                                | Pierre André de Suffren                                                     | bailli de Suffren                               | Capitaine de vaisseau                                                                      | Il commande le Fantasque sous les ordres du comte d'Estaing forçant le passage de la baie de Narragansett pendant le siège de Newport, en août 1778. |
|                                                |                                                | Pierre-Claude Haudeneau                                                     | comte de Breugnon                               | chef d'escadre                                                                             | Il part de Toulon à bord du Tonnant le 12 avril 1778. Il participe à la bataille de Sainte-Lucie et aux actions menées par le comte d'Estaing dans le Rhode Island contre la flotte britannique commandée par Lord Howe. |
|                                                |                                                | Jacques-Melchior de Barras de Saint-Laurent                                 | comte de Barras Saint-Laurent                   | Capitaine de vaisseau                                                                      | Il commande Le Zélé dans l'escadre du comte d'Estaing lors de la bataille de Sainte-Lucie et de la bataille de la Grenade. Il participe aux opérations dans le Rhode Island et au siège de Savannah. Puis il revient en France où il reçoit le commandement des forces navales française dans le Rhode Island. Il quitte Brest à bord de la frégate Concorde le 26 mars 1781. Il arrive au port de Boston le 8 mai 1781. Il participe aux opérations du siège de Yorktown. |
|                                                |                                                | Joseph Bernard de Chabert                                                   | marquis de Chabert de Cogolin                   | Capitaine de vaisseau                                                                      | Il commande le Vaillant pendant les opérations du Rhode Island en 1778 et au siège de Savannah, en 1779. Il commande le Saint-Esprit pendant l'action du comte de Grasse dans la baie de Chesapeake le 5 septembre 1781 pendant laquelle il est blessé et participe au siège de Yorktown. |
|                                                |                                                | Antoine de Thomassin                                                        | comte de Peynier                                | Capitaine de vaisseau                                                                      | Il commande l'Artésien en décembre 1778, au siège de Savannah en 1779 et dans une opération en avril 1780. |
|                                                |                                                | Louis-Antoine de Bougainville                                               | comte de Bougainville                           | Capitaine de vaisseau chef d'escadre                                                       | Il commande le Guerrier en avril 1778, puis le Languedoc pendant les opérations dans le Rhode Island, en qualité de capitaine de pavillon quand le il sert de navire amiral au comte d'Estaing jusqu'au siège de Savannah, en 1779. Il participe à l'opération de la baie de Chesapeake puis au siège de Yorktown sous les ordres du comte de Grasse. |
|                                                |                                                | Charles de Bernard de Marigny                                               | vicomte de Bernard de Marigny                   | Capitaine de vaisseau                                                                      | Il commande la Belle Poule qui ramène aux États-Unis Silas Deane, envoyé par Benjamin Franklin en janvier 1778. Il amène aux États-Unis, en mars, le Traité d'alliance franco-américain et le Traité d'Amitié et de Commerce franco-américain signés à Paris en février 1778 après la bataille de Saratoga et qui sont ratifiés par le Congrès continental en quatre jours et qu'il rapporte en France. Il commande la frégate La Sensible à la bataille d'Ouessant. Commandant de la frégate La Junon, il capture, le 17 août 1779, le HMS Ardent et participe à la traversée de l'Atlantique du corps expéditionnaire français sur l'escadre commandée par le chevalier de Ternay. Sur L'Ardent, il participe aux opérations dans le Rhode Island en 1780-1781. Sous les ordres du chevalier des Touches, il fait partie de l'escadre devant apporter des renforts en Virginie et combat à la bataille du cap Henry contre l'escadre de l'amiral Marriot Arbuthnot le 16 mars 1781. Il participe au siège de Yorktown. |
|                                                |                                                | Armand Le Gardeur de Tilly                                                  | chevalier de Tilly                              | Capitaine de vaisseau                                                                      | Il commande La Concorde. Il est blessé au cours d'un combat le 18 février 1779 contre la frégate HMS Congres après un combat contre un corsaire le 16 février. Il commande ensuite l'Éveillé pendant les opérations dans le Rhode Island en 1780-1781. Sous les ordres du chevalier des Touches, il fait partie de l'escadre devant apporter des renforts en Virginie et combat à la bataille du cap Henry contre l'escadre de l'amiral Marriot Arbuthnot, le 16 mars 1781, où il vient en aide à l'Ardent. Il participe au siège de Yorktown. |
|                                                |                                                | Louis de Vaudreuil                                                          | comte de Vaudreuil                              | Capitaine de vaisseau                                                                      | C'est le plus jeune frère de Louis-Philippe de Vaudreuil. Il commande le Sceptre sous les ordres du comte de Grasse. Il combat à la bataille de la baie de Chesapeake, et il est au siège de Yorktown. Il est sous les ordres de son frère en 1782 après la bataille des Saintes. |
|                                                |                                                | Guy Pierre de Coëtnempren                                                   | comte de Kersaint                               | Capitaine de vaisseau                                                                      | Il commande la frégate l'Iphigénie au siège de Savannah en 1779 et dans le port de Charleston le 30 octobre 1779, puis il participe aux opérations navales en Martinique en avril et mai 1780. |
|                                                |                                                | Georges-René Pléville Le Pelley                                             | Chevalier de Pléville                           | Lieutenant de vaisseau capitaine de vaisseau en 1779                                       | Il est sur le Languedoc à Rhode Island en 1778. Il est sérieusement blessé à Boston pendant une émeute. Nommé capitaine de vaisseau en 1779 et participe au siège de Savannah et commande les prises faites par la Marine française. |
|                                                |                                                | Louis-René-Madeleine de Latouche-Tréville                                   | comte de Tréville                               | Lieutenant de vaisseau capitaine de vaisseau en 1780                                       | Il commande le Neptune en octobre 1778, puis la frégate l'Hermione pour un trajet entre Rochefort et Boston du 6 mars au 27 avril 1780. Il combat le HMS Iris devant Montauk Point, le 7 juin 1780, où il est blessé. Nommé capitaine de vaisseau, il commande l'Hermione, sous les ordres du chevalier des Touches, il fait partie de l'escadre devant apporter des renforts en Virginie et combat à la bataille du cap Henry contre l'escadre de l'amiral Marriot Arbuthnot le 16 mars 1781. Avec L’Astrée commandée par La Pérouse, l'Hermione livre, le 21 juillet 1781, un combat à un convoi britannique composé d'une frégate et de cinq petits bâtiments. Il s’empare de la frégate HMS Ariel et d'un bâtiment. Le 5 septembre 1782, avec la frégate la Gloire, il commande la frégate l'Aigle dans un combat contre le HMS Hector, ancien navire français pris par les Anglais à la bataille des Saintes. |
|                                                |                                                | Charles de Charritte                                                        | comte de Charitte                               | Capitaine de vaiseau                                                                       | Il commande le vaisseau La Bourgogne, 74 canons, le 5 septembre 1781 à la bataille de la baie de Chesapeake, sous les ordres du comte de Grasse. Il se distingue lors de la bataille des Saintes. |
|                                                |                                                | Charles de Médine                                                           | comte de Médine                                 | Lieutenant de vaisseau                                                                     | Il est à bord du Duc de Bourgogne en 1780. Il commande le Neptune à la bataille du cap Henry où il est blessé. Il participe au siège de Yorktown. |
|                                                |                                                | Pierre-René-Marie de Vaugiraud                                              | comte de Rosnay                                 | Capitaine de vaisseau                                                                      | Il commande le Ville de Paris, navire amiral du comte de Grasse, il participe à la bataille de la baie de Chesapeake et au siège de Yorktown. Il est présent à la bataille de Saint-Christophe, blessé à la bataille des Saintes, le 12 avril 1782. |
|                                                |                                                | Paul-Jacques de Bruyères                                                    | comte de Bruyères-Chalabre                      | Capitaine de vaisseau                                                                      | L'escadre commandée par le comte d'Estaing quitte Toulon le 13 avril 1778 avec 12 vaisseaux et 5 frégates en ayant embarqué 1 000 hommes des régiments de Foix et de Hainaut. Il commande le Tonnant. L'escadre atteint le Delaware le 7 juillet. Le Tonnant a été un des huit vaisseaux ayant franchi la passe de Newport mais l'arrivée de l'escadre de Lord Howe renforcée des vaisseaux de John Byron l'oblige à renoncer à débarquer des troupes sur l'île Conanicut pour attaquer l'escadre anglaise. Il se rend ensuite à Boston. Après la déclaration de guerre contre l'Angleterre, l'escadre a navigué aux Antilles. Il prend le commandement du Zélé le 10 août 1779. Il est au siège de Savannah. |
|                                                |                                                | Jean Baptiste François de La Villéon                                        | comte de La Villéon de la Villevalio            | Lieutenant de vaisseau                                                                     | Il est blessé pendant la bataille d'Ouessant menée par le comte d'Orvilliers. Il sert ensuite sur le Ville de Paris, vaisseau amiral du comte de Grasse. |
|                                                |                                                | François Joseph Paul de Grasse                                              | marquis de Grasse Tilly, comte de Grasse        | Chef d'escadre lieutenant général des armées navales                                       | En 1779, il commande le Robuste à la bataille d'Ouessant menée par le comte d'Orvilliers. Nommé chef d'escadre, il quitte Brest avec une flotte de 4 vaisseaux et plusieurs frégates pour rejoindre le comte d'Estaing à la Martinique et participe de la bataille de la Grenade, au siège de Savannah, puis aux trois combats du comte de Guichen (17 avril, 15 et 19 mai 1780) et revient en France. Nommé lieutenant général des armées navales, la flotte qu'il commande quitte Brest le 22 mars 1781 et rejoint Fort-Royal à la Martinique le 6 mai 1781. La flotte a accompagné le convoi amenant les troupes de l'armée auxiliaire du comte de Rochambeau. Ce convoi s'est détaché le 5 avril protégé par le Sagittaire qui arrive à Boston en juin. La flotte du comte de Grasse a rencontré la flotte anglaise commandée par Samuel Hood qui a organisé un blocus de Fort-Royal, le 29 avril. Il accompagne le marquis de Bouillé lors de la prise de Tobago, le 2 juin. Le comte de Barras quitte Boston sur le Concorde le 20 juin avec des informations sur les plans envisagés par George Washington et le comte de Rochambeau lui suggérant de se rendre à la baie de Chesapeake et arrive le 8 juillet à Cap-Français où il attend le comte de Grasse. Il accepte cette proposition et envoie un courrier au comte de Rochambeau le 28 juillet. Il quitte Cap-Français le 3 août avec des troupes du marquis de Saint-Simon pour rejoindre la baie de Chesapeake. La flotte arrive à Lynnhaven Bay, à l'extérieur d'Hampton Roads le 31 août. Il engage le 5 septembre la flotte anglaise de l'amiral Graves à la bataille de la baie de Chesapeake qui rompt le combat à la nuit. Le 10 juin, l'escadre du comte de Barras rejoint la flotte du comte de Grasse à Nexport. Début du siège de Yorktown. Il reçoit les félicitation du Congrès des États-Unis pour sa victoire le 29 octobre. Après la capitulation de Yorktown, le 4 novembre, la flotte quitte la baie de Chesapeake et revient à la Martinique pour appuyer les actions du comte de Bouillé. Le comte de Grasse est fait prisonnier par l'amiral Rodney à la bataille des Saintes, le 12 avril 1782. |
|                                                |                                                | Toussaint-Guillaume Picquet de La Motte                                     | comte de La Motte-Picquet                       | Chef d'escadre                                                                             | Il sert sous le comte d'Estaing au siège de Savannah. Revenu à la Martinique, il participe au combat du 18 décembre 1779. |
|                                                |                                                | Louis-Philippe de Vaudreuil                                                 | marquis de Vaudreuil                            | Chef d'escadre lieutenant général des armées navales                                       | Il part de Brest le 15 décembre 1778 sur le Fendant, commandant une division comprenant aussi Le Sphinx, les frégates La Résolue et La Nymphe et 3 corvettes, qui a amené la troupe commandée par le duc de Lauzun qui s'est emparée le 30 janvier 1779 de fort Saint-Louis qui était occupé par les Anglais depuis 1763. Il rejoint ensuite le comte d'Estaing et participe au siège de Savannah. Le 11 novembre 1779, il est à l'entrée de la baie de Chesapeake. Il participe aux trois combats du comte de Guichen (17 avril, 15 et 19 mai 1780). Il est blessé à la bataille des Saintes, le 12 avril 1782. Nommé lieutenant général des armées navales le 14 août 1782, il commande la flotte qui navigue le long des côtes de la Nouvelle-Angleterre en 1782. |
|                                                |                                                | François-Aymar de Monteil                                                   | baron de Monteil                                | chef d'escadre                                                                             | Il commande le Conquérant à la bataille d'Ouessant où il est blessé puis à la campagne de l'armée navale franco-espagnole dans la Manche, entre mai et octobre 1779. Il est promu chef d'escadre le 4 mai 1779. Il commande le Palmier du 1er janvier 1780 au 21 juillet 1781. Il participe aux trois combats du comte de Guichen (17 avril, 15 et 19 mai 1780). À la demande des Espagnols, il participe avec son escadre de 4 vaisseaux - le Palmier, le Destin, le Triton, l'Intrépide- et 2 frégates - la Licorne, l'Andromaque- à la bataille de Pensacola contre les Anglais, le 9 mai 1781. Il commande le Languedoc à partir du 21 juillet 1781 et commande l'escadre d'arrière-garde de la flotte du comte de Grasse. Il a participé à la bataille de la baie de Chesapeake et au siège de Yorktown. Il rentre à Brest en 1782 à bord de l'Aigrette. |
|                                                |                                                | Charles Picot de Dampierre                                                  | Commandeur de Dampierre                         | Capitaine de vaisseau                                                                      | Il commande le vaisseau le Diadème de février 1779 à janvier 1781. Il participe aux combats du 20 mars 1779 et de la bataille de la Grenade, le 6 juillet 1779, au cours de laquelle il est blessé, ainsi qu'au siège de Savannah. Il est nommé brigadier en 1782. |
|                                                |                                                | Charles Sochet des Touches                                                  | chevalier des Touches                           | Capitaine de vaisseau brigadier des armées navales                                         | Il commande le Neptune en février 1780. Il est en Rhode Island en juillet, sous les ordres du chef d'escadre le chevalier Arsac de Ternay jusqu'à sa mort en décembre 1780. Il est nommé brigadier des armées navales. Il prend temporairement le commandement de l'escadre jusqu'à l'arrivée du chef d'escadre comte de Barras, le 10 mai 1781. Avant son arrivée, le HMS Romulus est capturé dans la baie de Chesapeake le 19 février par Armand Le Gardeur de Tilly, puis il doit livrer la bataille du cap Henry contre le vice-amiral anglais Marriot Arbuthnot, le 16 mars 1781, probablement sur le Duc de Bourgogne, navire amiral du chevalier Arsac de Ternay. Il reçoit les remerciements du Congrès des États-Unis pour cette action. Il participe au siège de Yorktown sur le Neptune. |
|                                                |                                                | Jean-Baptiste de Glandevès du Castellet                                     | Commandeur de Glandevès                         | Capitaine de vaisseau brigadier des armées navales                                         | Il commande le vaisseau le Souverain dans la flotte du comte de Guichen qui affronte l'amiral Rodney au large de la Martinique le 17 avril 1780, puis à nouveau les 15 et 19 mai de la même année. Toujours sur le Souverain, il quitte Brest en mars 1781 sous les ordres du comte de Grasse. Le 29 avril, il est à la bataille de Fort-Royal contre la flotte britannique de l'amiral Hood. Le 5 septembre, il est à la bataille de la baie de Chesapeake et au siège de Yorktown. Il participe à la bataille des Saintes, le 12 avril 1782. |
|                                                |                                                | François Hector d'Albert de Rions                                           | comte de Rions                                  | Capitaine de vaisseau brigadier des armées navales                                         | Il commande le Sagittaire avec lequel il fait la campagne dans le Rhode Island en 1778. Le 29 juillet, l'escadre du comte d'Estaing se trouve devant Newport. Le Fantasque commandé par le bailli de Suffren et le Sagittaire pénètrent dans le chenal ouest et bombardent les batteries anglaises de l'île Conanicut le 5 août 1778. Il participe à la bataille de Sainte-Lucie en décembre et se trouve le 6 juillet 1779 au combat de la Grenade, où le comte d’Estaing bat l’escadre de l’amiral John Byron. Il capture le HMS Experiment, vaisseau anglais le 27 septembre. Il est au siège de Savannah en octobre. Le Sagittaire arrive à Toulon le 3 janvier 1780 après une escale à Cadix pour se réapprovisionner. Il reçoit le commandement du Marseillois le 5 avril où il remplace le marquis de Vertrieux. En juin, le Zélé du bailli de Suffren et le Marseillais quittent Toulon pour rejoindre à Cadix les escadres espagnoles. Il est promu brigadier des armées navales en 1780. L'armée navale quitte finalement Cadix le 6 novembre et arrive à Brest le 3 janvier 1781. Suffren reçoit le commandement d'une escadre pour les Indes, le comte de Barras pour la côte des États-Unis et le comte de Grasse celle pour les Antilles. Il reçoit le commandement du Pluton dans l'escadre du comte de Grasse, en janvier 1781. Les escadres quittent Brest le 22 mars. Cette du Comte de Grasse doit réapprovisionner les Antilles puis remonter aider le comte de Rochambeau. Il participe à la bataille de la baie de Chesapeake et au siège de Yorktown. Il fait partie de l'escadre du marquis de Vaudreuil en 1782. Il participe à la bataille des Saintes. |
|                                                |                                                | Martin-Benoît de Chaussegros                                                |                                                 | Capitaine de vaisseau                                                                      | Commandant en second du Saint-Esprit à la bataille de la baie de Chesapeake et au siège de Yorktown. |
|                                                |                                                | Louis Josué Janvre de La Bouchetière                                        | chevalier de la Bouchetière                     | Capitaine de vaisseau                                                                      | Commandant de la Magicienne dans la flotte du comte d'Orvilliers. La Magicienne est capturé près de Boston par le HMS Chatham le 2 septembre 1781. Il est blessé au cours des combats. |
|                                                |                                                | Antoine Hyacinthe de Chastenet de Puységur                                  | comte de Chastenet                              | Enseigne de vaisseau lieutenant de vaisseau                                                | Il commande la frégate la Bricole au siège de Savannah en 1779. Il est à Charleston pendant le siège de la ville et fait prisonnier après la capitulation de la ville, le 12 mai 1780. Il est nommé lieutenant de vaisseau en 1780. |
|                                                |                                                | Joseph Saturnin de Peytes                                                   | seigneur de Montcabrier                         | Lieutenant de vaisseau Capitaine de vaisseau                                               | Il est lieutenant de vaisseau à bord de l'Alcmène qui fait partie de l'escadre du comte d'Estaing, en 1778. Il participe à la bataille de la Grenade, le 6 juillet 1779. Il passe ensuite sur le Triomphant de l'escadre du comte de Guichen. Sous les ordres du comte de Grasse il est à la bataille de Saint-Christophe, le 26 janvier 1782, et à la bataille des Saintes, du 9 au 12 avril 1782 où il est blessé. Il prend le commandement du Triomphant après la mort de son commandant, le chevalier du Pavillon. Il est resté capitaine de pavillon sur ce navire quand le marquis de Vaudreuil en a pris le commandement pour la navigation de l'escadre le long de la côte de Nouvelle-Angleterre. Il est nommé capitaine de vaisseau en 1782. |
|                                                |                                                | Pierre-Joseph Kergariou de Roscouet                                         | comte de Kergariou                              | Capitaine de vaisseau                                                                      | Il commande la Danaé à la bataille d'Ouessant, la Médée pendant les trois combats du comte de Guichen (17 avril, 15 et 19 mai 1780). Il passe ensuite sur l'Engageante qui amène de France à Boston l'argent destiné à l'escadre du comte de Barras et l'armée auxiliaire du comte de Rochambeau, le 7 septembre 1781. |
|                                                |                                                | Pierre Dimas Thierry de La Prévalaye                                        | marquis de La Prévalaye                         | Capitaine de vaisseau                                                                      | Il est à Boston en 1778. Il commande l'Astrée qui amène à Chester la version préliminaire du traité de paix, le 10 avril 1783. |
|                                                |                                                | Pierre-Claude du Quesne                                                     | marquis du Quesne                               | Lieutenant de vaisseau                                                                     | Il est sur l'Hermione quand il est blessé le 7 juin 1780 dans un combat avec le HMS Iris[Lequel ?], à la hauteur de Montauk Point. Il fait partie de l'escadre française du commandée par le chevalier des Touches pendant la bataille du cap Henry contre l'escadre anglaise de l'amiral Marriot Arbuthnot. Il est sous le commandement du comte de La Pérouse à la bataille navale de Louisbourg, le 21 juillet 1781. Il est le plus ancien lieutenant sur l'Aigle dans la combat avec la Gloire contre le HMS Hector, en revenant de France, le 4 septembre 1782. Il commande le cutter le Triomphe quand le comte d'Estaing l'envoie de Cadix, le 11 février 1783, à Philadelphie où il arrivé le 24 mars 1783 avec la nouvelle de la signature des préliminaires de paix et l'ordre à la Marine française de cesser les combats. |
|                                                |                                                | Édouard-Charles-Victurnien Colbert                                          | comte de Maulévrier                             | Enseigne de vaisseau                                                                       | Il commande le cutter la Guêpe sur les côtes du Rhode Island en 1780, dans l'escadre française du commandée par le chevalier des Touches pendant la bataille du cap Henry contre l'escadre anglaise de l'amiral Marriot Arbuthnot. Il est sur le Conquérant au siège de Yorktown et à la bataille des Saintes, en avril 1782. |
|                                                |                                                | Pierre-Louis de Sambucy de Luzençon                                         | chevalier de Sambucy                            | Lieutenant de vaisseau capitaine de vaisseau                                               | Il est sur le Provence qui fait partie de l'escadre du comte d'Estaing. Il prend part à la campagne le long des côtes du Rhode Island, à la bataille de la Grenade, à la bataille de Sainte-Lucie et au siège de Savannah. Il est ensuite sur le Caton dans l'escadre du comte de Grasse et participe à la bataille de la baie de Chesapeake, le 5 septembre 1781, où il est blessé, et à la capitulation de Yorktown. Il a le commandement de la corvette la Badine, le 24 novembre 1781. Il est nommé capitaine de vaisseau en 1782. |
|                                                |                                                | Auguste-Bonable de Méhérenc de Saint-Pierre                                 | comte de Saint-Pierre                           | Lieutenant de vaisseau                                                                     | Il est sur la Couronne à la bataille d'Ouessant, puis sur le Magnifique quand il rejoint l'escadre du comte d'Estaing. Il participe à la bataille de la Grenade puis au siège de Savannah. Il a pris part aux trois combats du comte de Guichen (17 avril, 15 et 19 mai 1780). Il retourne ensuite en France et quitte la Marine en 1785. |
|                                                |                                                | Pierre de Cheylan de Moriès                                                 | chevalier de Moriès-Castellet                   | Chef d'escadre                                                                             | Il commande l'Hector dans l'escadre du comte d'Estaing, en 1778-1779. Il prend part à la campagne le long des côtes du Rhode Island, à la bataille de la Grenade, et au siège de Savannah. |
|                                                |                                                | Henry-Louis de Boulainvilliers de Croÿ,                                     | marquis de Boulainvilliers de Croÿ              | Capitaine de vaisseau                                                                      | Il commande le Languedoc, navire amiral du comte d'Estaing pendant la campagne le long des côtes du Rhode Island. Il a pris part à la bataille de la Grenade, et au siège de Savannah. Nommé chef d'escadre en 1780. |
|                                                |                                                | Étienne Joseph de Saint-Germain                                             | chevalier d'Apchon                              | Capitaine de vaisseau                                                                      | Il commande le Protecteur dans l'escadre du comte d'Estaing le long des côtes du Rhode Island en 1778 et aux Antilles et dans l'armée navale de don Luis de Córdova, en 1780. |
|                                                |                                                | Louis-Armand de La Poype                                                    | marquis de Vertrieux                            | Chef d'escadre                                                                             | Il commande le Marseillais dans l'éscadre du comte d'Estaing. Il a pris part aux combats contre le HMS Preston, le 13 août 1778, et au siège de Savannah en 1779. |
|                                                |                                                | François d'Albert de Saint-Hippolyte                                        | chevalier d’Albert Saint-Hippolyte              | Capitaine de vaisseau                                                                      | Il commande la Victoire dans l'escadre du comte de Grasse à la bataille de la baie de Chesapeake et au siège de Yorktown. Il est chef d'escadre en 1782. |
|                                                |                                                | Jean-Louis Charles Régis de Coriolis d'Espinouse                            | marquis de Coriolis d'Espinouse                 | Brigadier des armées navales                                                               | Il commande le César dans l'escadre du comte de Grasse à la bataille de la baie de Chesapeake et au siège de Yorktown. Il est nommé chef d'escadre en janvier 1782. Il a pris part à la bataille de Saint-Christophe. Il commande la Duc de Bourgogne à la bataille des Saintes. |
|                                                |                                                | Étienne de Grasse-Limermont                                                 | comte de Grasse-Limermont                       | Brigadier des armées navales                                                               | Il sert en second sur le Guerrier commandé par Louis-Antoine de Bougainville dans l'escadre du comte d'Estaing le long de la côte du Rhode Island en 1778 et prend part au siège de Savannah en 1779. Il est ensuite sur le Protecteur dans la campagne des Antilles et à la bataille de la Grenade. Il prend ensuite sa retraite pour raison de santé comme chef d'escadre, en 1782. |
|                                                |                                                | François-Louis du Maitz                                                     | Comte de Goimpy                                 | Capitaine de vaisseau                                                                      | Il prend part à la bataille de la Martinique, le 17 avril 1780, sous les ordres du comte de Guichen où il est blessé. Il commande le Destin dans l'escadre du comte de Grasse à la bataille de la baie de Chesapeake puis au siège de Yorktown, du 28 septembre au 19 octobre 1781. Il est brigadier des armées navales en 1782. |
|                                                |                                                | Claude-Marguerite-François Renard de Fuschamberg                            | comte d'Amblimont                               | Brigadier des armées navales                                                               | Il commande le Vengeur dans l'escadre commandée par le comte d'Orvilliers à la bataille d'Ouessant et à la capture du Saint-Pierre le 28 septembre 1778, puis l'Hercule, et le Brave dans l'escadre du marquis de Vaudreuil en 1781-1782. Il est nommé brigadier des forces navales en 1782. |
|                                                |                                                | Jean-François d'Arros                                                       | baron d'Argelos                                 | Capitaine de vaisseau                                                                      | Il commande le Palmier à la bataille de la baie de Chesapeake et au siège de Yorktown en 1781. Il commande le Languedoc dans l'escadre du comte de Grasse et prend part à la bataille des Saintes, le 12 avril 1782. Il est nommé brigadier des armées navales en 1782. |
|                                                |                                                | Bon Chrétien de Bricqueville                                                | marquis de Bricqueville                         | Capitaine de vaisseau                                                                      | Il commande le Solitaire à la bataille d'Ouessant, le Northumberland à la bataille de la baie de Chesapeake et au siège de Yorktown en 1781. Il est nommé brigadier des armées navales en 1782. |
|                                                |                                                | Claude Mithon de Senneville de Genouilly                                    | comte de Genouilly                              | Capitaine de vaisseau                                                                      | Il commande le Dauphin royal dans les renforts envoyés au comte d'Estaing et participe au siège de Savannah. Il commande la Couronne dans l'escadre du comte de Grasse à la bataille des Saintes. Il fait ensuite partie de l'escadre du marquis de Vaudreuil en 1782. Il est nommé brigadier des armées navales en 1782. |
|                                                |                                                | Louis Guillaume de Parscau                                                  | seigneur du Plessix                             | Capitaine de vaisseau                                                                      | Il est capitaine de pavillon du comte d'Orvilliers sur le Bretagne. En 1780, il commande Intrépide qui fait partie de l'escadre du comte de Guichen à la bataille de la Martinique. Il participe à l'expédition de Floride sur Intrépide avec le Palmier, le Destin, le Triton, les frégates la Licorne et l'Andromaque, sous les ordres du chef d'escadre Monteil qui a pris part à la bataille de Pensacola, le 9 mai 1781. L'Intrépide est détruit par une explosion due à un feu, le 23 juillet à son retour à Cap-Français. Il commande le Languedoc dans l'escadre du comte de Grasse à la bataille de la baie de Chesapeake et au siège de Yorktown en 1781. Il est envoyé à la Cour pour annoncer la victoire et ramener le duc de Lauzun. En juillet 1782, il commande le Guerrier qui fait partie de l'escadre de La Motte-Picquet qui se joint à la flotte espagnole de don Luis de Córdova au large d'Ouessant. Il est nommé brigadier des armées navales en 1782. |
|                                                |                                                | Joseph-Louis de Raimondis                                                   | seigneur d'Allons chevalier de Raimondis        | Capitaine de vaisseau                                                                      | Il est capitaine de pavillon du comte de Broves sur le César dans l'escadre du comte d'Estaing. Le 16 août 1778, le César séparé du reste de l'escadre rencontre en pleine mer, au large de Martha's Vineyard, le HMS Iris au cours du combat il perd le bras droit. Il est débarqué à Boston le 27 octobre. Il est nommé brigadier des armées navales en 1782. |
|                                                |                                                | Charles-Marie de La Grandière                                               | seigneur du Bois-Gauthier comte de La Grandière | Capitaine de vaisseau                                                                      | Il est sur l'Indien dans l'escadre du comte d'Orvilliers à la bataille d'Ouessant, sur le Conquérant le long de la côte du Rhode Island à la bataille du cap Henry dans l'escadre de des Touches contre l'escadre de l'amiral Arbuthnot, le 16 mars 1781. Dans ce combat, il a eu son gouvernail mis hors d'usage par un brûlot, son grand mât et son mât de misaine percés dans leurs centres mais a réussi à ramener son bateau, il est ensuite au siège de Yorktown. Avec le Conquérant il est à la bataille des Saintes, le 12 avril 1782. Il est nommé brigadier des armées navales en 1782. |
|                                                |                                                | Louis-Toussaint Champion de Cicé                                            | Comte de Cicé                                   | Capitaine de vaisseau                                                                      | Il est second sur le Zodiaque sous les ordres du comte d'Orvilliers en 1778. Il commande le Solitaire dans l'escadre du comte de Guichen, en 1780, puis sous les ordres du comte de Grasse et prend part bataille de la baie de Chesapeake et au siège de Yorktown, en 1781. Il est nommé brigadier des armées navales en 1782. |
|                                                |                                                | Claude-René Pâris                                                           | comte de Soulanges                              | Capitaine de vaisseau                                                                      | Il commande le Shinx dans l'escadre du comte d'Orvilliers et prend part à la bataille d'Ouessant, en 1778. Le Sphinx fait partie de la division commandée par le marquis de Vaudreuil pour conquérir les forts et comptoirs du Sénégal et continue ensuite sur les Antilles où il arrive le 26 avril pour renforcer l'escadre du comte d'Estaing. Il prend part au siège de Savannah. Il est nommé brigadier des armées navales en 1782. |
|                                                |                                                | Henri-César de Castellane                                                   | Marquis de Majastre                             | Capitaine de vaisseau                                                                      | Il commande le Marseillais dans l'escadre du comte de Grasse, il prend part à la bataille de Fort-Royal, le 29 avril 1781, à la bataille de la baie de Chesapeake, le 5 septembre 1781, au siège de Yorktown. Après le retour de l'escadre du comte de Grasse aux Antilles, il prend part à la bataille de Saint-Christophe, les 25 et 26 janvier 1782, à la bataille des Saintes, le 12 avril. Il est ensuite dans la flotte du marquis de Vaudreuil à Saint-Domingue, puis revient à Brest. |
|                                                |                                                | Armand-François Cillart                                                     | comte de Suville                                | Brigadier des armées navales                                                               | Il commande le Réfléchi dans l'armée navale du comte d'Orvilliers, puis dans l'escadre du comte d'Estaing. Il est blessé à la bataille de la Grenade, le 6 juillet 1779, au siège de Savannah, à la bataille de la Martinique, le 18 décembre 1779. Dans l'escadre du comte de Grasse à la bataille de la baie de Chesapeake et au siège de Yorktown. Il est dans l'armée de don Luis de Córdova sur l'Actif, en 1782. |
|                                                |                                                | Jean François de Galaup                                                     | comte de La Pérouse                             | Lieutenant de vaisseau Capitaine de vaisseau                                               | Il commande la frégate L’ Amazone dans la division de La Motte-Picquet qui part de Brest le 1er mai 1779 pour renforcer l'escadre du comte d'Estaing. Il participe à la bataille de la Grenade. L'escadre du comte d'Estaing arrive sur les côtes de la Géorgie le 1er septembre 1779. Il est envoyé à Charleston. Il capture le HMS Ariel le 11 septembre. Il est présent au siège de Savannah puis capture la frégate HMS Tigre le long des côtes de Géorgie, le 8 décembre 1779. Il est promu capitaine de vaisseau le 4 avril 1780. Il reçoit le commandement de la frégate L'Astrée le 18 décembre 1780. Le 21 juillet 1781, il remporte la bataille navale de Louisbourg avec Latouche-Tréville qui commande L'Hermione. Le marquis de Vaudreuil lui confie le commandement du Sceptre et d'une petite division pour faire une eans la baie d'Hudson et capture les forts York et Prince de Galles, le 21 août 1782. |
|                                                |                                                | Jean Antoine Le Bègue                                                       | Comte de Germiny                                | Capitaine de vaisseau                                                                      | Il commande Le Magnanime dans l'escadre du comte de Grasse et prend part à la bataille de la baie de Chesapeake et au siège de Yorktown. Il est blessé pendant la bataille des Saintes, le 12 avril 1782. Il est nommé brigadier des armées navales en 1782. |
|                                                |                                                | Jean-Baptiste de Monier                                                     | Marquis du Castellet                            | Capitaine de vaisseau                                                                      | Il commande en second Le César pendant les opérations de l'escadre du comte d'Estaing le long des côtes du Rhode Island en 1778. Il est blessé pendant la bataille de la Grenade. Il prend part au siège de Savannah. |
|                                                |                                                | Jean-Georges du Croizet                                                     | chevalier de Retz                               | Capitaine de vaisseau                                                                      | Il commande Le Vengeur dans l'escadre du comte d'Estaing. Il est blessé à la bataille de la Grenade, le 6 juillet 1779. Il est au siège de Savannah. |
|                                                |                                                | Nicolas-Anne de Baudot,                                                     | chevalier de Sainneville                        | Lieutenant de vaisseau Capitaine de vaisseau                                               | Commandant la frégate La Nymphe dans l'armée navale du comte d'Orvilliers en 1778. Il est le premier officier de la marine royale ayant débarqué aux États-Unis car il séjourne à Boston entre du 5 au 19 mai 1778. Il s'est joint à l'escadre du marquis de Vaudreuil qui prend le contrôle des établissements du Sénégal et de Gambie. Il prend le Fort James le 12 février 1779 puis rejoint l'escadre du comte d'Estaing. Il commande La Résolue qui arrive à Boston le 25 août 1779. Promu capitaine de vaisseau, il commande Le Puissant dans la bataille du cap Spartel le 20 octobre 1782, sous les ordres de l'amiral espagnol Luis de Córdova y Córdova. |
|                                                |                                                | Pierre Antoine de Clavel                                                    | comte de Clavel                                 | Capitaine de vaisseau                                                                      | Il commande Le Scipion dans l'escadre du comte de Grasse, à la bataille de la baie de Chesapeake et au siège de Yorktown, en 1781. |
|                                                |                                                | Auguste-Charles-Marie de Framond (ou Faramond),                             | chevalier de Framond de Grèzes                  | Lieutenant de vaisseau Capitaine de vaisseau                                               | Il est lieutenant de vaisseau sur Le César de l'escadre du comte d'Estaing et prend part aux opérations le long des côtes de Rhode Island en 1778 et à la bataille de la Grenade. Il est promu capitaine de vaisseau en second le 14 juillet 1779 sur Le César, il prend part au siège de Savannah, en 1779. |
|                                                |                                                | Georges-François Godefroy de Framond (ou Faramond),                         | comte de Framond                                | Lieutenant de vaisseau Capitaine de vaisseau Brigadier des armées navales Chef de division | Il est capitaine du Caton dans l'escadre du comte de Guichen puis dans celle de comte de Grasse, où il fait partie de l'avant-guarde de la flotte. Il prend part à la bataille de la Martinique, à la Bataille de Fort-Royal, où il est l'un des quatre vaisseaux venus en renfort, et à la Bataille de la baie de Chesapeake. Il est promu Chef de Division en 1782, et fait partie du détachement chargé d'attaquer les vaisseaux sous les ordres de Sir Samuel Hood menaçant la flotte française le 9 avril 1782. Le Caton ayant subi des avaries durant cet engagement et au vu du manque de vent, il mouille à Basse-Terre durant la Bataille des Saintes. Il dirige l'escadre française de cinq navires lors de la Bataille du canal de la Mona le 19 avril 1782, l'opposant à l'avant-guarde britannique de douze navires de Hood, où il est fait prisonnier. |
|                                                |                                                | Jacques-Dominique de Longueville                                            | chevalier de Longueville                        | Capitaine de vaisseau                                                                      | Il fait partie de l'armée navale du comte d'Orvilliers, capitaine de pavillon sur Le Robuste sous les ordres du comte de Grasse en 1778. Le 14 janvier 1779, une division de quatre navires placée sous le commandement du comte de Grasse comprenant Le Robuste, Le Magnifique, Le Dauphin royal et le Vengeur, est détachée de l'armée navale pour renforcer aux Antilles l'escadre du comte d'Estaing. La division arrive à la Martinique le 19 février. Il est présent au siège de Savannah. Retraité en 1784. |
|                                                |                                                | Charles-René de Gras-Préville                                               | chevalier de Gras-Préville                      | Capitaine de vaisseau Brigadier des armées navales                                         | Il commande L'Engageante dans l'escadre du comte d'Estaing en 1778. Il s'empare de la frégate Rose le 6 juillet 1778 et prend part aux opérations devant Newport en août. Il accompagne un convoi de Martinique en France. Il est capitaine de pavillon sur Le Triomphant, le 12 juin 1779, dans l'escadre du comte de Guichen. Il est aux trois combats du comte de Guichen (17 avril, 15 et 19 mai 1780). Il reçoit le commandement du Triomphant qu'il ramène en France. Il reçoit le commandement du Zélé dans l'escadre du comte de Grasse, en 1781. Il prend part à la prise de Tobago et à la bataille de la baie de Chesapeake. Promu brigadier des armées navales le 12 janvier 1782. Dans la nuit du 11 au 12 avril 1782, la veille de la bataille des Saintes, il aborde le Ville de Paris. Endommagé, le bateau est remorqué dans le canal de la Dominique. Il est mis à la retraite en 1786. |
|                                                |                                                | Louis-Dominique de Joannis                                                  |                                                 | Lieutenant de vaisseau                                                                     | Il est à bord du Protecteur dans l'escade du comte d'Estaing. Il participe aux opérations le long des côtes du Rhode Island. |
|                                                |                                                | Pierre-Joseph de Castellan                                                  | chevalier de Castellan                          | Capitaine de vaisseau                                                                      | Commandant en second de l'Auguste commandé par Bougainville. Il participe à la bataille de la baie de Chesapeake et au siège de Yorktown. |
|                                                |                                                | Jean-Baptiste Elzéar de Pontevès-Gien                                       | marquis de Pontevès-Gien                        | Capitaine de vaisseau                                                                      | Commandant en second le Tonnant dans l'escadre du comte d'Estaing et prend part aux opérations le long des côtes du Rhode Island et au siège de Savannah. Il est ensuite capitaine de pavillon sur Le Zélé. Il est retraité en 1785. |
|                                                |                                                | Henri-Jean-Baptiste de Pontevès-Gien                                        | vicomte de Pontevès-Gien                        | Capitaine de vaisseau                                                                      | Frère du marquis de Pontevès-Gien, il commande la frégate La Résolue dans l'armée navale du comte d'Orvilliers en 1778, en 1779, il fait partie de la division commandée par Louis-Philippe de Vaudreuil envoyée pour renforcer l'escadre du comte d'Estaing aux Antilles mais qui doit auparavant reprendre les forts occupés par les Anglais au Sénégal et en Gambie. Il reprend le Fort James le 12 février. Il prend part, sur le même navire, aux trois combats du comte de Guichen (17 avril, 15 et 19 mai 1780). En septembre 1789, il a commandé une escadre qui s'est rendue à Boston. |
|                                                |                                                | Joseph-Jules-François de Martineng-Gineste                                  |                                                 | Lieutenant de vaisseau                                                                     | Il sert sur Le Guerrier, sous le commandement de Bougainville, dans l'escadre du comte d'Estaing, participe aux opérations dans le Rhode Island et à la bataille de la Grenade. Il est promu capitaine de vaisseau, il sert sur Le Guerrier commandant en second au siège de Savannah où il a été blessé. |
|                                                |                                                | Charles-Julien-Gilbert du Chaffaut de Chaon                                 |                                                 | Capitaine de vaisseau                                                                      | Commandant en second et capitaine de pavillon du Fendant dans la division commandée par Louis-Philippe de Vaudreuil, en 1779, envoyée pour renforcer l'escadre du comte d'Estaing aux Antilles mais qui doit auparavant reprendre les forts occupés par les Anglais au Sénégal et en Gambie. Il a commandé le débarquement au fort Saint-Louis au Sénégal. Il participe à la bataille de la Grenade et au siège de Savannah. Il est aux combats à l'entrée de la baie de Chesapeake le 11 novembre 1779. IL prend part aux trois combats du comte de Guichen (17 avril, 15 et 19 mai 1780) où il est blessé. |
|                                                |                                                | Thibaut-René Kergariou-Locmaria,                                            | comte de Kergariou-Locmaria                     | Capitaine de vaisseau                                                                      | Commandant de La Sibylle, il a apporté le 7 janvier 1782, dans la baie de Chesapeake, 2 millions de livres pour l'armée auxiliaire du comte de Rochambeau. Il a nettoyé cette baie de plusieurs corsaires anglais. |
|                                                |                                                | Athanase-Scipion Barin                                                      | marquis de La Galissonière                      | Lieutenant de vaisseau Capitaine de vaisseau                                               | Il combat sur la frégate La Blanche contre la frégate HMS Jupiter le 21 mai 1779, au cours d'un voyage entre la France et les Antilles. Il commande la même navire au siège de Savannah qui a été capturé par l'amiral Rodney, le 22 décembre 1779. Il est promu capitaine de vaisseau en 1780. |
|                                                |                                                | Jean-Charles de Borda                                                       | chevalier de Borda                              | Major de l'armée navale Capitaine de vaisseau                                              | Major général et intendant de l'escadre du comte d'Estaing pendant les opérations dans le Rhode Island. Il prend part au siège de Savannah. Il est nommé capitaine de vaisseau en 1780 et reçoit le commandement du vaisseau Le Solitaire chargé d'escorter un convoi pour la Martinique. Il soutient un combat contre le HMS Ruby le 6 décembre 1782. Il est fait prisonnier, et libéré sur parole et reprend ses fonctions d'ingénieur de la Marine royale. Il est promu chef de division en 1786. |
|                                                |                                                | Alexandre de Thy                                                            | comte de Thy                                    | Capitaine de vaisseau                                                                      | Il commande le vaisseau de ligne Le Citoyen, de 74 canons, sous les ordres du comte de Grasse lors de la bataille de la baie de Chesapeake en 1781. Il est blessé à la bataille des Saintes, le 12 avril 1782. Il a continué à commander Le Citoyen sous les ordres de Louis-Philippe de Vaudreuil. |
|                                                |                                                | Laurent-Emmanuel de Renaud d'Alleins                                        | Chevalier de Renaud d'Alleins                   | Capitaine de vaisseau                                                                      | Il commande L'Hector dans l'escadre du comte de Grasse, à la bataille de la baie de Chesapeake, le 5 septembre 1781, et au siège de Yorktown. Il commande le Neptune à la bataille des Saintes puis dans l'escadre commandée par Louis-Philippe de Vaudreuil. Il est capitaine de pavillon du chef d'escadre Albert de Rions sur Le Patriote pendant la revue navale du 24 juin 1786, à Cherbourg, en présence de Louis XVI. |
|                                                |                                                | Jean-Baptiste de MacCarthy Martaigue                                        |                                                 | Lieutenant de vaisseau Capitaine de vaisseau                                               | Il est lieutenant de vaisseau à bord du Fendant dans l'escadre du comte d'Estaing en 1779. Il est promu capitaine de vaisseau en 1780. Il commande l'Actif dans l'escadre du comte de Guichen qui accompagne un convoi parti de Brest le 10 décembre 1781. Le convoi est attaqué le 12 décembre par l'escadre britannique commandée Richard Kempenfelt à la bataille d'Ouessant. Il commande ensuite Le Magnifique dans l'escadre du comte de Guichen qui rejoint en 1782 l'escadre du comte de Grasse et prend part à la bataille des Saintes. Après cette bataille, le reste de l'escadre est placée sous le commandement de marquis de Vaudreuil. Son navire s'est brisé contre un rocher de l'île Lovell, à l'entrée du port de Boston, le 10 août 1782. Le Congrès des États-Unis a remplacé ce navire en offrant à la France l'USS America (en) commandée par le chevalier Paul Jones. MacCarthy est désigné pour ramener le vaisseau en France. |
|                                                |                                                | Pierre René Bénigne Mériadec de Ruffo,                                      | comte de Roux-Bonneval                          | Lieutenant de vaisseau Capitaine de vaisseau                                               | Il commande la frégate L'Alcmène dans l'escadre du comte d'Estaing et prend part aux opérations dans le Rhode Island, à la prise de la Dominique, à la prise de Sainte-Lucie et à la bataille de la Grenade. Il est promu capitaine de vaisseau le 13 mars 1779. En août il est détaché de l'escadre et doit accompagner un convoi quittant Saint-Domingue avec Le Fier et Le Protecteur. Séparé du convoi par une tempête et partiellement démâté, le navire est capturé par une division anglaise de l'escadre de l'amiral Parker et amené à La Barbade. Il est embarqué sur L'Aurore en 1780, et débarque malade à Toulon. Il reçoit le commandement de La Précieuse en 1782, de La Minerve en 1783, puis de La Badine en 1783-1784. Il est nommé Major de la marine à Toulon le 16 juillet 1784. Il est promu chef de division en 1786. Par deux fois, il est commandant ad interim au Port de Toulon. En 1787 il est nommé Major général de la Marine et des Escadres à Toulon et commandant de La Pomone. Il est blessé d'un coup de sabre à la tête pendant les troubles qui se sont produits à Toulon, le 1er décembre 1789. |
|                                                |                                                | Paul Marie Antoine de Fleuriot,                                             | chevalier de Langle vicomte de Langle           | Lieutenant de vaisseau Capitaine de vaisseau                                               | Il est chef d'état-major du duc de Chartres sur Le Saint-Esprit à la bataille d'Ouessant. Il commande le cutter Hussard en juin 1780 qui est capturé par le HMS Nonsuch le 5 juillet 1780. Il est échangé et nommé commandant de La Résolue en 1781 chargée de convoyer aux États-Unis la somme de 1 300 000 livres destinée aux Insurgents. Il est ensuite nommé sur L'Astrée qui a fait partie de la division commandée par La Pérouse ayant effectué une expédition dans la baie d'Hudson et capturé les forts York et Prince de Galles, le 21 août 1782. Il est nommé commandant de L'Astrolabe faisant partie de l'expédition autour du monde sous les ordres de La Pérouse. |
|                                                |                                                | Joseph Couturier,                                                           | comte de Fournoüe                               | Lieutenant de vaisseau Capitaine de vaisseau                                               | Il a servi sur Le Vengeur dans l'escadre du comte d'Orvilliers et prend part à la bataille d'Ouessant. Débarqué à Brest, il est rembarqué comme second du chevalier du Croizet de Retz commandant Le Vengeur en 1779 dans la division du comte de Grasse envoyée à la Martinique pour renforcer l'escadre du comte d'Estaing,. Il prend part à la bataille de la Grenade, au siège de Savannah. Le chevalier de Retz étant malade, il le remplace comme commandant du Vengeur. Il participe à la bataille de la Martinique, le 18 décembre 1779, où il protège le vaisseau commandé par La Motte Picquet. Il est promu capitaine de vaisseau le 4 avril 1780. Réuni ensuite à l'escadre du comte de Guichen, il combat l'escadre anglaise le 17 avril, 15 mai et 19 mai 1780. Il rejoint ensuite l'escadre du comte d'Estaing à Cadix puis rentre à Brest et désarme. En 1781, il commande Le Lion, Le Zodiaque en 1782 et désarme à Toulon. Il est promu chef de division en 1788. Sa division comprenant 7 vaisseaux est envoyée en 1790 pour soutenir Tipû Sâhib. Il est promu chef d'escadre. Il navigue dans les mers entourant l'Inde jusqu'en 1791 puis revient à Lorient où il décide de quitter le service et de s'installer à Angoulême où il meurt le 29 juin 1801. |
|                                                |                                                | Jean-Baptiste de Cibon                                                      |                                                 | Lieutenant de vaisseau Capitaine de vaisseau                                               | Fils cadet du capitaine de port de Toulon. Il est à bord du Robuste dans la armée navale du comte d'Orvilliers en 1778. Capitaine de vaisseau en 1780. Il est à bord du Ville de Paris, navire amiral du comte de Grasse entre 1780 et 1782. Il exerce les fonctions d'intendant de l'armée navale pendant la bataille de la baie de Chesapeake et au siège de Yorktown, jusqu'à la défaite de la bataille des Saintes quand le vaisseau est capturé. |
|                                                |                                                | Sébastien Mahé                                                              | sieur de Kerouan ou Kerhouan                    | Capitaine de vaisseau                                                                      | Il commande Le Sibylle dans l'armée navale du comte d'Orvilliers, en 1778, Le Diadème dans l'escadre du comte d'Estaing à la bataille de la Grenade, au siège de Savannah. Il prend part à l'action du 20 mars 1780, quand La Motte Picquet accompagnant un convoi rencontre trois vaisseaux anglais aux ordres du commodore Cornwallis au Cap-Français. |
|                                                |                                                | Pierre de Biré                                                              | chevalier de Biré                               | Lieutenant de vaisseau Capitaine de vaisseau                                               | Il est à bord du Duc de Bourgogne dans l'armée navale du comte d'Orvilliers en 1778. Il est promu capitaine de vaisseau en 1782. Il commande alors L'Auguste sous les ordres du marquis de Vaudreuil le long des côtes de Nouvelle-Angleterre en 1782. Il est au port de Boston le 8 août et à Portsmouth le 10 octobre 1782. |
|                                                |                                                | Alexandre Honoré Louis de Puget-Bras,                                       | chevalier de Puget-Bras                         | Lieutenant de vaisseau Capitaine de vaisseau                                               | Il est commandant en second sur La Chimère dans l'escadre du comte d'Estaing en 1778 et de L'Amphion dans la division de La Motte Picquet en 1779. Il est promu capitaine de vaisseau en 1781. Il commande en second L'Hercule à la bataille des Saintes puis Le Northumberland dans l'escadre du marquis de Vaudreuil en 1782 le long des côtes de la Nouvelle-Angleterre. |
|                                                |                                                | François-Madelon-Melchior de Raimondis-Canaux,                              |                                                 | Capitaine de vaisseau                                                                      | Capitaine en second sur le Marseillais dans l'escadre du comte d'Estaing en 1778 et a pris part aux opérations le long du Rhode Island et au siège de Savannah en 1779. |
|                                                |                                                | Louis-André-Joseph de Lombard                                               | chevalier de Lombard                            | Capitaine de vaisseau                                                                      | Il commande la frégate la Terspsichore, dans l'escadre du comte d'Orvilliers en 1779 et la Provence en dans l'escadre commandée par le chevalier de Ternay à Rhode Island en 1780, il prend part à la bataille du cap Henry sous les ordres du chevalier des Touches et au siège de Yorktown. Il a été fusillé à Vannes à la suite de l'expédition de Quiberon. |
|                                                |                                                | Gabriel-François de Mouchet-Battefort                                       | marquis de Laubespin                            | Capitaine de vaisseau                                                                      | Il commande en second le Protecteur dans l'escadre du comte d'Estaing dans les opérations du Rhode Island et au siège de Savannah, et l'Indien dans l'armée navale franco-espagnole placée sous le commandement de don Luis de Córdova, en 1780. |
|                                                |                                                | Charles Joseph Mascarène                                                    | chevalier de Rivière                            | Capitaine de vaisseau                                                                      | Il commande la Couronne et le Pluton sous les ordres de La Motte Picquet et du comte de Grasse au siège de Yorktown. |
|                                                |                                                | Jacques-Aimé Le Saige                                                       | chevalier de La Villèsbrunne                    | Capitaine de vaisseau                                                                      | Il commande la Gentille dans les trois combats du comte de Guichen (17 avril, 15 et 19 mai 1780) et à la prise du HMS Romulus à l'entrée du Chesapeake, le 19 février 1781, par l'Eveillé de l'escadre de Ternay commandé par Armand Le Gardeur de Tilly. Il a pris le commandement du Romulus dans le Rhode Island en 1781. Il assiste à la bataille du cap Henry. Il commande une division composée du Romulus, des frégates la Gentille, la Diligente, l'Aigrette et des prises l'Iris et le Richmond qui a embarqué à Annapolis le corps de troupe commandé par Vioménil entre le 19 et le 21 septembre 1781 et finit le débarquement le 26 septembre à Williamsburg, devant Yorktown. Après la capitulation de Yorktown, le comte de Grasse le laisse à Chesapeake avec sous son commandement le Romulus, l'Hermione et la Diligente. |
|                                                |                                                | Joseph-Jean Petit                                                           |                                                 | Lieutenant de vaisseau Capitaine de vaisseau                                               | Il sert comme lieutenant de vaisseau sur le Diadème dans l'armée navale du comte d'Orvilliers, puis comme commandant en second sur le Magnifique dans l'escadre du comte d'Estaing. Il est promu capitaine de vaisseau le 4 avril 1780. Il assiste à la bataille des Saintes sous les ordres du comte de Grasse, le 12 avril 1782, après la défaite, l'escadre passe sous le commandement du marquis de Vaudreuil. Le Magnifique s'échoue sur Lovells Island, le 10 août 1782. Il est nommé commandant en second sur la Couronne dans la même escadre, le long des côtes de la Nouvelle-Angleterre. |
|                                                |                                                | Jean-François de Gantès,                                                    | écuyer                                          | Capitaine de vaisseau                                                                      | Il est commandant en second sur le César dans l'escadre de Toulon en 1777, puis sur le Zélé dans l'escadre du comte d'Estaing en 1778 et prit part aux opérations dans le Rhode Island et au siège de Savannah. |
|                                                |                                                | Joseph-François-Félix Garnier                                               | chevalier de Saint-Antonin                      | Capitaine de vaisseau                                                                      | Il est commandant en second sur la Provence dans l'escadre du comte d'Estaing en 1778 pendant les opérations dans le Rhode Island. Il prend le commandement du vaisseau après la mort du commandant Victor Louis Desmichels de Champorcin à la bataille de la Grenade, le 6 juillet 1779. Il commande le Fantasque au siège de Savannah à la place du bailli de Suffren,. |
|                                                |                                                | Pierre Joseph François Samson                                               | comte de Champmartin                            | Lieutenant de vaisseau Capitaine de vaisseau                                               | Il est à bord du Tonnant dans l'escadre du comte d'Estaing en 1778. Il est promu capitaine de vaisseau en 1780. Il commande en second le Marseillais à la bataille de la baie de Chesapeake où il est blessé, et au siège de Yorktown. Il commande le Duc de Bourgogne à la bataille des Saintes où il est de nouveau blessé. Après cette défaite où le comte de Grasse est fait prisonnier, il est ensuite dans l'escadre du marquis de Vaudreuil. Il a pris sa retraite en 1784. |
|                                                |                                                | Michel-Georges Laub                                                         |                                                 | Capitaine de vaisseau                                                                      | Il commande en second le César sous les ordres du comte de Grasse à la bataille de la baie de Chesapeake et au siège de Yorktown Il a pris part à la bataille des Saintes. |
|                                                |                                                | Louis de La Croix                                                           | comte de La Croix                               | Capitaine de vaisseau                                                                      | Commandant en second de l'Amphion de l'armée navale du comte d'Orvilliers. Il combat à la bataille d'Ouessant où il est blessé. Il est capitaine de pavillon de La Motte Picquet sur l'Annibal dans les renforts envoyés au comte d'Estaing en 1779. Il prend part à la bataille de la Grenade et au siège de Savannah. |
|                                                |                                                | Joseph René du Parc                                                         | vicomte de Coatrescar                           | Lieutenant de vaisseau Capitaine de vaisseau                                               | Il est à bord de la Couronne dans l'armée navale du comte d'Orvilliers en 1778. Puis, à bord du Robuste, il prend part à la bataille de la Grenade, au siège de Savannah et aux trois combats du comte de Guichen (17 avril, 15 et 19 mai 1780) ainsi qu'à deux autres combats. Il est promu capitaine de vaisseau en 1781. Il commande en second la Couronne dans l'escadre du marquis de Vaudreuil en 1782 qui se trouve la long des côtes de la Nouvelle-Angleterre. |
|                                                |                                                | André Marie de Gouzillon,                                                   | vicomte de Bélizal                              | Lieutenant de vaisseau Capitaine de vaisseau                                               | Le 18 juin 1778, il commande la Licorne quand il est attaqué par la flotte commandée par l'amiral de Keppel dans la Manche. Il ne se rend qu'après avoir tiré sa bordée de bâbord et de tribord. Il est prisonnier pendant 19 mois en Angleterre. Il commande la Vénus qui donne la chasse aux corsaires et s'est échouée sur des hauts-fonds de l'archipel des Glénan, le 5 août 1781. Il est lieutenant de vaisseau sur le Réfléchi dans l'escadre du comte de Grasse et prend part à la bataille de la baie de Chesapeake et au siège de Yorktown. Il est promu capitaine de vaisseau en 1781. Il est nommé commandant de l'Ardent. Il est plusieurs fois blessé à la bataille des Saintes, le 12 avril 1782. Il est nommé chef de division en 1786. Il est tué au cours de l'expédition de Quiberon. |
|                                                |                                                | Julien-François de Beaumanoir                                               | chevalier de Beaumanoir                         | Lieutenant de vaisseau Capitaine de vaisseau                                               | Il est blessé au cours de la bataille d'Ouessant, le 27 juillet 1778. Il sert sur l'Hector dans l'escadre du comte de Grasse à la bataille de la baie de Chesapeake et au siège de Yorktown. Il est promu capitaine de vaisseau en 1782 et il participe à la bataille des Saintes le 12 avril 1782. |
|                                                |                                                | Michel Joseph de Cramezel                                                   | chevalier de Cramezel de Kerhué                 | Lieutenant de vaisseau Capitaine de vaisseau                                               | Il est à bord du Glorieux dans l'escadre du comte de Grasse. Il a pris part à la bataille de la baie de Chesapeake et au siège de Yorktown. Il est promu capitaine de vaisseau en 1782. Il prend le commandement du navire après la mort de son commandant, le vicomte d'Escars (ou des Cars) à la bataille des Saintes. Le vaisseau est capturé par la flotte britannique dirigée par l'amiral George Rodney. |
|                                                |                                                | Charles François de La Bourdonnaye,                                         | chevalier de La Bourdonnaye de Montluc          | Lieutenant de vaisseau                                                                     | Il commande le cotre la Levrette en 1779 et 1780, puis le Sagittaire dans l'escadre du comte de Grasse en 1781, puis sous les ordres du marquis de Vaudreuil. Deux jours avant la bataille des Saintes, il accompagne un convoi vers le nord et échappe à l'escadre de l'amiral George Rodney. |
|                                                |                                                | Louis Marie de Tanoüarn                                                     | chevalier de Tanoüarn                           | Lieutenant de vaisseau Capitaine de vaisseau                                               | Il commande la Concorde parti de Brest le 26 mars 1781 qui arrive à Boston le 26 mai ayant à son bord comme passager le comte de Barras qui vient prendre le commandement des forces navales française stationnée dans le Rhode Island qui avait amenée l'armée auxiliaire du comte de Rochambeau après la mort du chef d'escadre chevalier Arsac de Ternay en décembre 1780. Le 20 juin, il apporte au Cap-Français la demande de coopération adressée par George Washington et le comte de Rochambeau au comte de Grasse en vue des opérations contre l'armée de Lord Cornwallis à Yorktown. Il retourne aux États-Unis avec l'accord du comte de Grasse. Il meurt dans les mers de l'Inde, commandant de la frégate la Vénus, le 31 décembre 1788. |
|                                                |                                                | Guillaume Jacques Constant de Liberge de Granchain de Sémerville,           |                                                 | Lieutenant de vaisseau Capitaine de vaisseau                                               | À bord de l'Actif, il prend part à la bataille d'Ouessant, le 27 juillet 1778. De mars 1779 à février 1780, il est sur le Saint-Esprit et remplit les fonctions de major de la flotte franco-espagnole située dans la Manche sous les ordres du comte d'Orvilliers. Le 12 février 1780, il embarque sur le Duc de Bourgogne, major de la division navale placée sous le commandement du chevalier Arsac de Ternay qui escorte l'armée auxiliaire du comte de Rochambeau en Amérique. Pendant la traversée, l'escorte croise les navires de la division du commodore Cornwallis le 20 juin et engage un combat. Le 21 décembre 1780 il embarque sur le Neptune, puis le 1er mars 1781, sur le Duc de Bourgogne où il rend part à la bataille du cap Henry, le 16 mars 1781. Pendant la bataille de Yorktown, il est le représentant de George Washington auprès du comte de Rochambeau. Il rédige les articles de capitulation de Yorktown avec Louis Marc Antoine de Noailles et le colonel John Laurens. Il est sur le Duc de Bourgogne à la bataille de Saint-Christophe. Le 27 mars 1782, il voyage sur la Concorde qui arrive à Rochefort le 24 avril. Il est chargé du détail de l’armée navale réunie à Cadix sous les ordres du comte d’Estaing entre le 25 octobre 1782 et le 24 juillet 1783. |
|                                                |                                                | Amable Augustin Bidé de Chavagne                                            |                                                 | Lieutenant de vaisseau Capitaine de vaisseau                                               | Il est à bord du Bien-Aimé à la bataille d'Ouessant le 27 juillet 1778. Il est promu capitaine de vaisseau le 13 mars 1779. Commandant de la Sensible qui part de Lorient le 17 juin 1779 pour Boston. Il sert ensuite sur le Bien-Aimé dans la division de La Motte Picquet qui croise près des côtes anglaises. Le 2 mai, la division rencontre à l'entrée de la Manche un convoi anglais chargé du butin du pillage de Saint-Eustache par l'amiral Rodney. Il est sur le Royal-Louis en décembre 1781, puis retourne sur le Bien-Aimé. Il est à Brest en 1783. |
|                                                |                                                | Jacques Joseph François de Martelli-Chautard                                |                                                 | Capitaine de vaisseau                                                                      | Il commande l'Expériment qui quitte Marseille le 1er mai 1780 qui conduit un convoi de 33 bateaux de commerce à Saint-Pierre de la Martinique, puis se met aux ordres du comte de Bouillé et participe à la prise de Tobago fin mai 1781. Incorporé dans l'escadre du comte de Grasse, il se rend ensuite dans la rivière James pour prendre part avec les troupes des Antilles au siège de Yorktown. Il reçoit des instructions de George Washington pour reconnaître les points à défendre. Le comte de Grasse choisit le Vaillant et l'Expériment pour surveiller la fuite par mer des troupes de Lord Cornwallis. Après la capitulation de Yorktown, il prend part au rembarquement de la division de Saint-Simon. Il reçoit le commandement du Palmier le 14 décembre. Il participe à la bataille des Saintes le 12 avril 1782. Il commande la division navale stationnant à Saint-Domingue. |
|                                                |                                                | Maurice Boudin de Tromelin                                                  | chevalier de Launay                             | Lieutenant de vaisseau Capitaine de vaisseau                                               | Il est à bord de l'Ardent en Rhode-Island en 1780-1781, il commande le Romulus pendant la bataille du cap Henry, le 16 mars 1781. Il est promu capitaine de vaisseau le 9 mai 1781 et prend part au siège de Yorktown. Il est ensuite dans l'escadre de Suffren |
|                                                |                                                | Jean-Baptiste Joseph Eugène Ravenel                                         | chevalier de Boisteilleul                       | Lieutenant de vaisseau Capitaine de vaisseau                                               | Cousin germain de la mère de François-René de Chateaubriand. Promu capitaine de vaisseau le 13 mars 1779. Il commande la frégate l'Andromaque. En octobre 1780, il s'est emparée de la frégate anglaise HMS Unicorn devant Cap-Français. Il a fait partie de la division commandée par le baron de Monteil qui a participé à la bataille de Pensacola, le 9 mai 1781. Il a été à la bataille de la baie de Chesapeake, le 5 septembre 1781, et au siège de Yorktown. Il a quitté la baie de Chesapeake le 1er novembre pour apporter en France pour annoncer la victoire. Il a à son bord les colonels Guillaume des Deux-Ponts, M. de Laval, de Damas, M. de Charlus en permission d'absence. |
|                                                |                                                |                                                                             | vicomte Montault (ou Montaut) de Saint-Sivier   | Lieutenant de vaisseau Capitaine de vaisseau                                               | Lieutenant de vaisseau à bord de l'Artésien dans la division de La Motte Picquet envoyée en 1779 pour renforcer l'escadre du comte d'Estaing. Il est présent au siège de Savannah. Il a reçu le commandement de la frégate le Fier-Rodrigue (auparavant l'Hippopotame, 1749) et se trouve dans la baie de Chesapeake en juin 1780 puis revient à Rochefort le 28 juillet. Il est ensuite stationné à Fort-Royal à la Martinique en 1781. |
|                                                |                                                | Louis Joseph François Deydier                                               | co-seigneur de Pierrefeu                        | Lieutenant de vaisseau Capitaine de vaisseau                                               | Il est à bord de la Victoire sous les ordres du comte d'Orvilliers, du chevalier de Fabry et du comte de Guichen. Il est nommé capitaine de vaisseau en 1780. Il commande le Triton du 21 août 1780 au 2 juin 1782. Il fait partie de la division de François-Aymar de Monteil qui participe à la bataille de Pensacola, le 9 mai 1781. Dans l'escadre du comte de Grasse, il prend part à la bataille de Fort-Royal le 29 avril 1781 contre l'escadre de l'amiral Hood et aux opérations dans la baie de Chesapeake jusqu'à la capitulation de Yorktown. Il a quitté la marine en 1787 et a été fusillé à Toulon en 1793. |
|                                                |                                                | Jean-Marie Cillart de la Villeneuve connu sous le nom de Villeneuve-Cillart | chevalier de Villeneuve seigneur de Kersaloux   | Lieutenant de vaisseau Capitaine de vaisseau                                               | Il commande la corvette la Sylphide en 1778. Il est promu capitaine de vaisseau en 1780. Il est commandant de la frégate la Surveillante dans l'escadre du chevalier Arsac de Ternay. Présent au Rhode Island et à la bataille du cap Henry sous le commandement du chevalier des Touches, le 16 mars 1781. Le 5 juin 1781, la Surveillante est attaquée par la frégate HMS Ulysses, sans succès. Il est présent au siège de Yorktown puis il part de Chesapeake le 24 octobre avec le duc de Lauzun pour annoncer la capitulation à la cour et arrivé à Brest le 15 novembre. Il a été tué au cours de l'expédition de Quiberon, en 1795, avec ses deux neveux Étienne et Armand Cillart de Villeneuve. |
|                                                |                                                | Pierre Marie François de Pagès                                              | vicomte de Pagès                                | Lieutenant de vaisseau                                                                     | Il est débarqué et rayé des listes pour avoir quitté son navire sans autorisation parce qu'il voulait faire le tour du monde qu'il a réalisé et en a publié le récit. Réintégré en 1772, lieutenant de vaisseau en 1777. Il est à bord du Fier dans l'armée navale du comte d'Orvilliers et prend part à la bataille d'Ouessant. Il sert ensuite sur le Magnifique dans l'escadre du comte d'Estaing et participe à la bataille de la Grenade, le 6 juillet 1779. Il est débarqué malade à Saint-Domingue, rentre en France sur le Saint-Michel. Il se retire à Saint-Domingue en 1782 avec le grade de capitaine de vaisseau. Il y a été assassiné fin 1792. |
|                                                |                                                | Pierre de Simard de Pitray,                                                 |                                                 | Lieutenant de vaisseau Capitaine de vaisseau                                               | Il a servi sur le Diadème dans la division de La Motte Picquet qui est partie de Brest le 1er mai 1779 en amenant un convoi à Fort-Royal de la Martinique, le 27 juin 1779, puis a renforcé l'escadre du comte d'Estaing. Il a participé à la prise de la Grenade, au siège de Savannah puis combat du 20 mars 1780, à hauteur de Cap-Français, entre quatre vaisseaux sous les ordres de La Motte Picquet et une division de trois vaisseaux anglais sous les ordres du commodore Cornwallis. Il continue à servir sur le Diadème dans l'escadre du comte de Grasse. Il est promu capitaine de vaisseau le 15 septembre 1782. |
|                                                |                                                | Jean Bruno de Cipières,                                                     | chevalier de Cipières                           | Lieutenant de vaisseau Capitaine de vaisseau                                               | Frère de Louis-Antoine de Cipières. Il a servi sur la Provence dans l'escadre du comte d'Estaing. Il a pris part à la bataille de la Grenade le 6 juillet 1779, aux opérations dans le Rhode Island et au siège de Savannah. Il est promu capitaine de vaisseau le 13 mars 1779. |
|                                                |                                                | Jean-Marie du Bessey                                                        | chevalier de Contenson                          | Lieutenant de vaisseau Capitaine de vaisseau                                               | Il sert à bord du Protecteur dans l'escadre du comte d'Estaing et participe aux opérations du Rhode Island et au siège de Savannah. Il rentre ensuite en France. Il est promu capitaine de vaisseau le 22 janvier 1780. En juin 1780, le Protecteur est à Cadix dans la flotte franco-espagnole comprenant 12 vaisseaux français placés sous les ordres de l'amiral Luis de Córdova. |
|                                                |                                                | Louis Bon Jean de La Couldre de La Bretonnière                              | vicomte puis comte de La Bretonnière            | Lieutenant de vaisseau Capitaine de vaisseau                                               | Il commande l'Aigrette qui a livré bataille contre l'HMS Arethusa qui s'est échouée le lendemain sur l'île de Molène et s'y est brisée le 13 mars 1779. Il commande ensuite la frégate la Tourterelle qui a convoyé plusieurs vaisseaux marchands français et américains amenant des fournitures militaires à Boston. Il a été promu capitaine de vaisseau en 1780 puis commandant de la marine à Cherbourg en 1784 chargé de la conception d'un port militaire sur la Manche. |
|                                                |                                                | Joseph de Cambis                                                            | vicomte de Cambis                               | Lieutenant de vaisseau                                                                     | Il s'est distingué au siège de Savannah. Commandant de l'Aigrette dans la flotte du comte de Grasse, il a servi le long des côtes américaines et dans le port de Boston entre le 12 septembre 1781 et le 31 mars 1782. Il a servi sur l' Hector et le Saint-Esprit. Il capture le navire corsaire Surprise à proximité de l'île d'Aix le 19 juillet 1782. Il est promu major de vaisseau en 1791, capitaine de vaisseau en 1792 et contre-amiral en 1793. |
|                                                |                                                | Claude de Chavagnac                                                         | chevalier de Chavagnac                          | Lieutenant de vaisseau Capitaine de vaisseau                                               | Il est à bord du Guerrier dans l'escadre du comte d'Estaing en 1778. Il prend sa retraite en 1785. Il est le cousin de Gilbert Pierre Alexandre comte de Chavagnac, major de la marine à Cherbourg. |
|                                                |                                                | Pierre Alexandre Pastour,                                                   | chevalier de Costebelle                         | Enseigne de vaisseau Lieutenant de vaisseau                                                | Il est à bord du Languedoc dans l'escadre du comte d'Estaing. Il participe aux opérations sur les côtes du Rhode Island, à la bataille de Sainte-Lucie, à la bataille de la Grenade et fait partie du corps de débarquement. Il est promu lieutenant de vaisseau le 13 mars 1779. Il commande la flûte la Bricole au siège de Savannah. Il est embarqué successivement sur l'Expériment, l'Amazone sous les ordres de La Pérouse en 1780, la Sibylle dans l'affaire de Saint-Eustache, en 1781, et sur la Bretagne en 1781-1782 puis est revenu en France. Il est ensuite incorporé dans l'escadre du bailli de Suffren envoyée en Inde où il a été blessé. |
|                                                |                                                | Louis Froger                                                                | chevalier de l'Éguille                          | Lieutenant de vaisseau                                                                     | Il sert à bord du Fendant dans la division de marquis de Vaudreuil qui quitte Brest pour renforcer l'escadre du comte d'Estaing mais doit d'abord transporter au Sénégal une troupe commandée par le duc de Lauzun avant de faire voile vers les Antilles. Major de l'escadre sur le Triomphant en 1782 sous les ordres du marquis de Vaudreuil le long des côtes de Nouvelle-Angleterre. Puis commandant du Néréide qui a transporté un contingent de l'armée auxiliaire de Boston aux Indes occidentales. |
|                                                |                                                | Hippolyte Louis Antoine de Capellis                                         | comte de Capellis marquis du Fort               | Enseigne de vaisseau Lieutenant de vaisseau                                                | Enseigne de vaisseau sur la Belle Poule quant à eu lieu le combat contre la frégate HMS Arethusa, le 17 juin 1778. Il est lieutenant de vaisseau et commande la corvette l'Épervier qui s'empare du fort James sur la Gambie, le 12 février 1779. Lieutenant en second sur le Duc de Bourgogne aide-major du chef d'escadre Arsac de Ternay, et après sa mort du marquis de Vaudreuil à Newport, en 1780 et 1781. Il a commandé la frégate Danaé qui est arrivée à Philadelphie de Rochefort le 21 décembre 1782. |
|                                                |                                                | Jean Albert de Gaston de Pollier                                            | comte de Vauvineux                              | Lieutenant de vaisseau                                                                     | Il sert à bord de l'Amazone de l'escadre du comte de Grasse à partir du 1er janvier 1781. Il prend le commandement du navire après la mort de son commandant M. de Monguyot tué au cours d'un combat à portée de fusil avec la frégate anglaise HMS Santa Margarita entre Cap-Français et Boston, le 29 juillet 1782. Il fait partie de l'escadre du marquis de Vaudreuil. Amarinée pendant quelques heures par les Anglais qui l'ont abandonné. Elle a servi de transport de troupes pour leur départ des États-Unis. |
|                                                |                                                | Robert Sutton de Clonard                                                    | chevalier de Clonard                            | Lieutenant de vaisseau                                                                     | Il commande la Diligente à la bataille de la baie de Chesapeake, le 5 septembre 1781, et au siège de Yorktown. Cette frégate alant de Newport à Boston s'est échoué à la hauteur du cap Henry le 6 février 1782 et a été perdu en faisant 20 morts de son équipage. Membre de l'expédition de La Pérouse, second sur la Boussole, il a péri à Vanikoro, peut-être en 1788. Il a été promu capitaine de vaisseau le 1er mai 1786. |
|                                                |                                                | François-Xavier Amé de La Laune,                                            |                                                 | Lieutenant de vaisseau                                                                     | Il commande le cotre le Serpent, il est sérieusement blessé au cours d'un combat contre le HMS Leverett près de Saint-Domingue, le 25 septembre 1780. Il est à la bataille de la baie de Chesapeake, le 5 septembre 1781, et au siège de Yorktown. Il commande la Surveillante, il est parti de France le 6 mai 1783 pour informer le bailli de Suffren des préliminaires de paix. Il est promu lieutenant colonel des forces navales en 1782 et capitaine de vaisseau le 16 janvier 1783. |
|                                                |                                                | Louis Marie Casimir de Vallongue                                            | chevalier de Vallongue                          | Lieutenant de vaisseau Capitaine de vaisseau                                               | Il est à bord du Glorieux dans l'armée navale du comte d'Orvilliers qui est commandé par son oncle M. de Beausset. Il commande la Gloire qui amène 2 millions de livres de Rochefort en Amérique du Nord le 19 mai 1782 et y ramène le duc de Lauzun et d'autres officiers qui revenaient de congé. Dans ce voyage, de concert avec l'Aigle commandé par La Touche-Tréville, doit subir un combat avec le HMS Hector, ancien vaisseau français pris à la bataille des Saintes, le 4 septembre 1782. Le HMS Hector cesse le combat, mais en arrivant dans le Delaware, les deux navires sont attaqués par une division anglaise. |
|                                                |                                                | André de Barras-la-Vilette                                                  |                                                 | Lieutenant de vaisseau                                                                     | Il sert à bord de la Résolue sur la côte des États-Unis, puis dans la division du marquis de Vaudreuil dans l'attaque du fort James dans la Gambie où il est blessé. Il est ensuite sous les ordres du comte de Barras dans l'escadre du Rhode Island et au siège de Yorktown où il commande la corvette la Bonetta qui ramène en France les articles de l'acte de capitulation de Yorktown. |

## Section des membres d'origine de la Société de Cincinnati de France ayant servi dans l'armée et la marine américaines sous commission du congrès continental
| Liste des membres de la Société des Cincinnati   | Liste des membres de la Société des Cincinnati              | Liste des membres de la Société des Cincinnati                                                          | Liste des membres de la Société des Cincinnati |
| Nom                                              | Titre de noblesse                                           | Grade                                                                                                   | Commandement et actions |
| ------------------------------------------------ | ----------------------------------------------------------- | --- | --- |
| Gilbert du Motier                                | marquis de La Fayette                                       | Major général de l'armée des États-Unis                                                                 | Il arrive à Charleston le 15 juin 1777. Le Congrès continental le nomme major général de l'armée des États-Unis le 31 juillet 1777. Il est blessé à la bataille de Brandywine, le 11 septembre 1777. Il est au camp de Valley Forge pendant l'hiver 1777-1778. Il commande à la bataille de Barren Hill, le 20 mai 1778. Il prend part à la bataille de Monmouth et au siège de Newport. Il a reçu les remerciements du Congrès continental et une épée, le 21 octobre 1778. Il est autorisé à partir le 22 octobre et à amener une lettre du Congrès à Louis XVI et quitte Boston pour la France sur la frégate USS Alliance le 11 janvier 1779. La France est entrée en guerre contre l'Angleterre et a envoyé l'escadre du comte d'Estaing qui renonce à attaquer New York et Newport et essuie un échec au siège de Savannah. Après avoir été reçu par le roi, La Fayette obtient de revenir aux États-Unis le 1er mars 1780. Il embarque sur l'Hermione à l'île d'Aix, le 19 mars 1780, arrive à Boston le 27 avril et rejoint l'armée continentale à Morristown le 10 mai 1780. Il reçoit le commandement de l'infanterie légère de l'armée continentale entre le 1er août et le 26 novembre 1780, dans sa campagne du New Jersey. George Washington donne à New-Windsor (New York) ses ordres généraux à l'armée continentale le 16 février 1781. Quittant New Windsor en juin et s'installe à Peekskill dans ses opérations contre l'armée britannique en Virginie. Il commande les premières opérations contre l'armée britannique de Lord Cornwallis du 24 mai au 14 septembre 1781. Il commande une division au siège de Yorktown. Après la capitulation de Yorktown, le congrès continental lui donne un congé pour retourner en France, le 23 novembre 1781. Il quitte Boston sur l'USS Alliance le 21 décembre 1781. En novembre 1782, il est nommé major général de l'armée navale combinée franco-espagnole sous le commandement du comte d'Estaing pour attaquer la Jamaïque. Il embarque à Brest le 3 décembre 1782 pour Cadix. Les préliminaires de paix vont arrêter cette opération. |
| Edward Stack                                     |                                                             | Capitaine dans le Corps des marines des États-Unis                                                      | Général dans l'armée anglaise, il devient lieutenant en second au régiment de Walsh. Il obtient de Louis XVI l'autorisation de servir dans l'armée continentale en mars 1777. Il est nommé capitaine dans la marine américaine le 4 février 1779 et sert sous les ordres du commodore John Paul Jones sur l'USS Bonhomme Richard et prend part au combat contre le HMS Serapis à la bataille de Flamborough Head, le 23 septembre 1779. Après la perte de l'USS Bonhomme Richard, la troupe est transférée sur l'HMS Serapis qui a été capturée qui retourne à Texel. Après la réduction des forces navales américaines, il est rendu disponible le 13 février 1780 et rentre en France où il redevient premier lieutenant dans le régiment de Walsh. Il revient aux États-Unis avec l'armée auxiliaire du comte de Rochambeau où il est aide-de-camp du comte de Vioménil. Il est nommé capitaine commandant au régiment de Walsh en 1788. |
| Denis Jean Florimond Langlois de Mautheville     | marquis du Bouchet                                          | Major de l'armée américaine                                                                             | Il arrive à Philadelphie au printemps 1777 et se présente à George Washington à Morristown. Il est nommé capitaine dans l'armée continentale, puis major en novembre 1777 après les batailles de Saratoga et la capitulation de John Burgoyne. Il rentre en France pour raison de santé puis repart aux États-Unis en 1780 comme aide-de-camp du comte de Rochambeau avec lequel il fait toute la campagne. |
| Louis Antoine Jean Le Bègue de Presle Du Portail |                                                             | Brigadier général du corps des ingénieurs de l'armée continentale Major général de l'armée continentale | Il est autorisé à aller aux États-Unis en 1776 où il arrive pendant l'hiver 1776-77. Il est nommé lieutenant-colonel par brevet du Congrès continental le 25 janvier 1777, puis colonel, brigadier général et commandant du Corps des ingénieurs de l'armée continentale, le 17 novembre 1777. Il est présent aux quartiers-généraux de l'armée continentale à Morristown. Il participe à la bataille de Brandywine, à la bataille de Germantown, à Valley Forge, à la bataille de Monmouth, puis après la bataille George Washington l'envoie à Philadelphie pour planifier la sécurité de la ville. George Washington l'envoie dans les Hudson Highlands en 1779. Le 29 mars 1780 le Congrès l'envoie dans l'armée du sud sous les ordres de Benjamin Lincoln comme ingénieur en chef à la défense de Charleston pendant le siège. À la capitulation, le 12 mai 1780, il est fait prisonnier. Il est échangé le 25 octobre 1780. Au siège de Yorktown, ingénieur en chef sous les ordres de George Washington, il donne les ordres pour toutes les opérations du génie. En remerciement pour ses services, le Congrès le nomme major général le 16 novembre 1781. Il quitte le service des États-Unis le 10 octobre 1783. |
| Jean-Baptiste Gouvion                            |                                                             | colonel dans l'armée continentale                                                                       | Le 1er janvier 1777 il est autorisé à passer au service des États-Unis où il est parti avec La Fayette. Il a reçu du Congrès continental une commission de major le 8 juillet 1777, de lieutenant-colonel le 17 novembre 1777 et de colonel le 16 novembre 1781. Le 21 avril 1781, il est nommé au commandement du Corps continental des sapeurs et des mineurs qui forment un détachement séparé. Il est félicité par George Washington pour son action au siège de Yorktown. Il quitte le service des États-Unis le 10 octobre 1783. |
| François-Louis Teissèdre                         | vicomte de Fleury                                           | colonel dans l'armée continentale                                                                       | Il est autorisé à passer aux États-Unis en 1777. Il a reçu du Congrès une commission de capitaine dans le Corps des ingénieurs. Son cheval est blessé sous lui à la bataille de Brandywine et lui-même gravement blessé à la bataille de Germantown, le 4 octobre 1777. Il se distingue au fort Mifflin. Il est nommé brigadier major dans la brigade de dragons sous les ordres de Casimir Pulaski. Il est lieutenant-colonel et inspecteur au camp de Valley Forge. Il est adjudant général du major général Charles Lee à la bataille de Monmouth, puis sous le major général Sullivan au siège de Newport. Il se distingue à l'attaque de Stony Point le 14 juillet 1779. Il reçoit une médaille d'argent du Congrès avec lettres de félicitations pour sa conduite. Il obtient une autorisation d'absence de 9 mois pour aller en France. Il en revient comme major dans le régiment de Saintonge dans l'armée du comte de Rochambeau. Il s'est distingué à la bataille de Yorktown puis rentre en France. |
| Jean-Baptiste Joseph de Laumoy                   | chevalier de Laumoy                                         | colonel des ingénieurs Brigadier général des États-Unis                                                 | Il est autorisé à quitter son service pour aller aux États-Unis où il se rend avec Du Portail et reçoit du Congrès continental une commission de colonel des ingénieurs le 17 novembre 1777. Il participe à l'affaire de Gloucester le 25 novembre 1777. Il est pour un temps au camp de Valley Forge avec le gros de l'armée continentale. À partir du 8 février 1779, il est essentiellement dans les opérations du sud sous les ordres du major général Benjamin Lincoln. Il est blessé dans l'attaque de Stono Ferry. Il participe à la mise en défense de Charleston. Il est fait prisonnier le 12 mai 1780 à la reddition de la ville. Il n'a été échangé que le 26 novembre 1782. Le Congrès continental le nomme brigadier général des États-Unis le 30 septembre 1783. Il a quitté le service des États-Unis le 10 octobre 1783. |
| Armand-Charles Tuffin                            | marquis de la Rouërie                                       | colonel Brigadier général de l'armée des États-Unis                                                     | Après avoir blessé en duel le comte de Bourbon-Busset, menacé de disgrâce, il choisit de se rendre aux États-Unis où il arrive sur le Morris en avril 1777. Le 10 mai il est nommé colonel-commandant la 1er bataillon de la Légion de partisans qui comprend 452 hommes et 14 officiers. Cette légion a été utilisée sur tous les théâtres d'opération de la guerre d'indépendance. La Rouërie a alimenté son bataillon en munitions et habillements sur ses fonds personnels. Il prend part à de nombreux combats, à la bataille de Short Hills, le 26 juin, à la tête de la rivière Elk (Maryland) en août, à la bataille de Brandywine, à la bataille de White Marsh, à la bataille de Monmouth, dans les campagnes dans le New Jersey et le Connecticut sous les ordres du major général Robert Howe, à capture un détachement britannique à Tarrytown, le 7 novembre 1779. Après la mort du brigadier général Casimir Pulaski, la Légion et le 3e bataillon sont réunis sous son commandement le 18 mai 1780, à Wilmington. Ils se joignent à l'armée continentale du sud, participe avec ses dragons à la bataille de Camden et reçoit les félicitations du Congrès pour sa bravoure. En février 1781, il revient en France pendant six mois. Il retourne aux États-Unis pour participer à la bataille de Yorktown. Le 13 février 1782, George Washington lui demande de se rendre avec sa Légion à Charlottesville auprès du major général Nathanael Greene. Le Congrès demande à sa Légion de se réunir à l'armée continentale principale le 9 septembre 1782. Il est nommé brigadier général de l'armée des États-Unis et chef de la cavalerie le 26 mars 1783. Le Congrès lui adresse une résolution flatteuse le 27 février 1784. Il a quitté Philadelphie pour la France, le 18 mai 1784. |
| Charles-François du Buysson                      | vicomte du Buysson des Aix (ou Hayes) seigneur de Montpetit | Major dans l'armée continentale Brigadier général des États-Unis                                        | Il est capitaine dans les Indes occidentale. Il vient aux États-Unis pendant un congé avec Silas Deane, commissaire des États-Unis pour prendre le rang de major dans l'armée des États-Unis confirmé par une résolution du Congrès continental. Il part sur la Victoire avec La Fayette et le baron de Kalb. Il est aide-de-camp du baron Kalb, major général de l'armée continentale, pendant les campagnes de 1777, 1778 et 1779. Il est fait prisonnier avec le baron Kalb à la bataille de Camden. Ce dernier y est mortellement blessé par des baïonnettes. Lui-même est sérieusement blessé en essayant de le protéger. Il est nommé brigadier général des États-Unis le 16 août 1780, il est envoyé prisonnier en Angleterre pendant six mois puis échangé sur parole. Le Congrès l'a libéré de tout service le 4 septembre 1781. Il est revenu en France en 1782. |
| Jean Joseph Gimat de Soubadère                   | chevalier de Gimat                                          | Major de l'armée continentale colonel de l'armée continentale                                           | Il est autorisé à se rendre avec une commission de major qui lui a été donnée par Silas Deane, le 1er décembre 1776, confirmée ensuite par le Congrès continental. Il est parti avec La Fayette auprès duquel il a servi comme aide-de-camp. Il est nommé par le Congrès lieutenant-colonel le 2 février 1778. Il est présent à la bataille de Brandywine, à l'affaire de Gloucester le 25 novembre 1777, à la bataille de White Marsh, au camp de Valley Forge, à la bataille de Monmouth, au siège de Newport et la bataille de Rhode Island. Il revient en France avec le marquis de La Fayette, le 11 janvier 1779, puis retourne avec lui aux États-Unis. Le général George Washington lui confie le commandement d'un bataillon d'infanterie légère dans ses ordres généraux donnés au quartier général de New Windsor, le 17 février 1781. Le bataillon assigné au marquis de La Fayette a marché depuis Peekskill vers la Virginie pour lutter contre l'armée britannique commandée par Lord Cornwallis. À la bataille de Yorktown, il est blessé au cours de l'attaque de la redoute no 10 par son régiment, dans la nuit du 14 octobre 1781. Le 4 janvier 1782, il quitte Philadelphie pour la France porteur d'une lettre du général Washington pour La Fayette. Il est maintenu dans le service des États-Unis par le Congrès le 21 janvier mais l est libéré de son service des États-Unis le 3 novembre 1783. Il a été ensuite colonel du régiment de la Martinique en 1782 et gouverneur de l'île de Sainte-Lucie de 1789 à 1792. |
| Jean-Baptiste de Ternant                         | chevalier de Ternant                                        | lieutenant-colonel de l'armée continental colonel de l'armée continentale                               | Ayant offert ses services, George Washington l'a nommé sous-inspecteur sous le baron Steuben dans ses ordres généraux donnés aux quartiers généraux à Valley Forge le 28 mars 1778. Il participe à la bataille de Monmouth, le 25 septembre 1778. Le Congrès le nomme lieutenant-colonel et inspecteur du département du sud. Il sert sous les ordres du major général Robert Howe pendant la campagne en Floride occidentale britannique et plus tard sous les ordres du major général Benjamin Lincoln. Pour des raisons de santé, on lui a accordé 5 mois de congé. Il revient à Charleston le 24 décembre 1779. Il est fait prisonnier le 12 mai 1780 à la capitulation de Charleston. Il est échangé en janvier 1782. Il quitte Philadelphie le 13 février suivant pour rejoindre le major général Nathanael Greene dans l'armée du sud où il continue à servir comme inspecteur jusqu'à se relève à sa demande le 12 novembre pour raison de santé. Il est nommé colonel à brevet par résolution spéciale du Congrès, le 13 octobre 1783. Le Congrès a décidé d'accorder la commission de colonel du Corps des légionnaires du général Armand à partir de la promotion de ce dernier comme brigadier général. Il a servi dans sa légion jusqu'à sa décharge à York (Pennsylvanie), le 25 novembre 1783. Il est alors retourné en France. Louis XVI l'a nommé ministre plénipotentiaire de France aux États-Unis en mars 1791. Il a présenté ses lettres de créances le 12 août suivant. |
| Thomas Antoine de Mauduit du Plessis             |                                                             | capitaine d'artillerie des États-Unis colonel de l'armée continentale                                   | Il reçoit du Congrès continental un brevet de capitaine d'artillerie daté du 19 septembre 1776. Il s'embarque au début de 1777 sur le Mercure à Nantes avec le Liégeois Philibert Hubert Prudhomme de Borre, arrive à Portsmouth le 17 mars et rejoint l'armée continentale le 15 avril. Il se distingue à la bataille de Brandywine le 11 septembre, à la bataille de Germantown le 4 octobre, et à la défense de fort Mercer sur le Delaware en octobre comme chef de l'artillerie et du génie. Il est nommé lieutenant-colonel des États-Unis par brevet le 20 novembre. Il sert à l'affaire de Gloucester le 25 novembre 1777, au camp de Valley Forge, et à la bataille de Monmouth. Après l'entrée en guerre et l'alliance de la France et la fin de la campagne, il a demandé la permission de démissionner de sa commission pour revenir en France, ce que le Congrès lui a accordé le 5 novembre 1778. Il est revenu en France avec La Fayette, le 11 janvier 1779. Nommé capitaine en second dans le régiment de Metz. Il est revenu aux États-Unis dans l'armée auxiliaire du comte de Rochambeau en qualité de premier aide-major de l'artillerie avec un détachement de ce régiment qui a servi dans le Rhode Island et à la bataille de Yorktown. Revenu en France, il est nommé colonel du régiment du Port-au-Prince en 1789 et y est tué le 4 mars 1791 durant une émeute. |
| Étienne Nicolas Marie Béchet                     | chevalier de Rochefontaine                                  | capitaine dans le Corps des ingénieurs major de l'armée continentale                                    | Il a obtenu de Louis XVI l'autorisation de se rendre aux États-Unis. Il est nommé capitaine dans le Corps des ingénieurs le 15 mai 1778, puis major des États-Unis par résolution spéciale du Congrès le 16 novembre 1781. Il a quitté le service le 15 décembre 1783 pour rentrer en France. |
| Louis-Saint-Ange Morel                           | chevalier de La Colombe                                     | 1er lieutenant dans l'armée continentale major de l'armée continentale                                  | À la suite d'une entente avec Silas Deane il a reçu le grade de 1er lieutenant dans l'armée américaine, confirmé par le Congrès. Il s'est embarqué à Bordeaux sur le Victoire le 21 mars 1777 avec La Fayette dont il a été aide-de-camp. Il a été présent à la bataille de Brandywine où il est blessé, à la bataille de White Marsh, à Valley Forge, à la bataille de Barren Hill, à la bataille de Monmouth. Il est promu capitaine des États-Unis le 15 novembre 1777. Il n'a pas accompagné La Fayette en France en janvier 1779 mais le rejoint en juin, il a servi pendant son absence comme aide-de-camp du baron de Kalb. Il revient aux États-Unis sur l'Hermione avec La Fayette. Il est présent à la bataille de Yorktown. Il est revenu en France avec La Fayette le 21 décembre 1781., il est néanmoins retenu dans le service des États-Unis par une résolution spéciale du Congrès le 21 janvier 1782. Il est nommé major des États-Unis par brevet le 30 septembre 1783 et quitte le service des États-Unis le même jour. |
| Eugène Mac Carthy                                |                                                             | lieutenant des Marines                                                                                  | Il est autorisé par Louis XVI à servir dans la Marine américaine. Il est nommé lieutenant des Marines des États-Unis le 4 février 1779. Il est nommé sur le vaisseau USS Bonhomme Richard placé sous les ordres du commodore John Paul Jones. Il combat le HMS Serapis le 23 septembre 1779 à la bataille de Flamborough Head. Il est blessé et doit passer sur le HMS Sérapis après qu'elle a été capturée car l'USS Bonhomme Richard a coulé. Il a été déchargé de son service aux États-Unis le 13 février 1780. |
| Louis-Dominique Éthis de Corny                   |                                                             | Lieutenant-colonel de cavalerie de l'armée continentale colonel de cavalerie                            | Il part aux États-Unis avec La Fayette sur l'Hermione le 27 avril 1780. Il est nommé lieutenant-colonel de cavalerie de l'armée continentale le 5 juin 1580 et promu colonel de cavalerie par brevet le même jour. À l'arrivée de l'armée auxiliaire commandée par le comte de Rochambeau, il entre à son service. Il revient en France sur la frégate USS Alliance le 1er février 1781 pour seconder le colonel Laurens envoyé par le gouvernement américain et faciliter l'expédition des fournitures pour les armées française et américaine. Louis XVI le nomme commissaire principal des guerres en juin 1781. Il a quitté le service des États-Unis le 1er janvier 1782. |
| Antoine Félix Wuibert de Mézières                |                                                             | lieutenant-colonel des ingénieurs des États-Unis Chef ingénieur                                         | Arrivé aux États-Unis, il est nommé ingénieur le 26 juin 1776 et affecté au détachement de l'armée stationné à New York. Il est nommé lieutenant-colonel des ingénieurs des États-Unis par le Congrès continental, prend part à la bataille de Fort Washington et fait prisonnier le 16 novembre 1776. Il est envoyé prisonnier de guerre en Angleterre sur le navire prison HMS Princess Amelia à Spithead jusqu'à son transfert à la prison Forton le 20 août 1777 où il est resté jusqu'à son échange le 10 décembre 1778 et revient en France. Il embarque sur la frégate USS Bonhomme Richard à l'invitation du commodore John Paul Jones comme volontaire le 14 août 1779 mais ce navire est attaqué à la bataille de Flamborough Head, le 23 septembre 1779 et coule. Il embarque le 19 janvier 1780 sur l'USS Alliance mais ce navire est capturé dans les Indes occidentales par la frégate HMS Greyhound qui est alors intégré dans l'escadre de l'amiral Rodney. Il est échangé le 5 août 1780. Il embarque sur le navire marchand américain qui est capturé par la frégate HMS Roebuck et amené dans le port de New York où il est gardé dans le navire prison Jersey dans la baie de Wallabout, puis prisonnier sur parole à Flatbush. Il est échangé le 3 septembre 1781 et arrive à Philadelphie le 8 novembre. Il est immédiatement nommé chef ingénieur du front ouest sous les ordres du brigadier général William Irvine aux quartiers généraux à Fort Pitt jusqu'en juin 1782. Il est nommé colonel à brevet des États-Unis le 30 septembre 1783. Il a pris sa retraite le 30 novembre 1783. |
| Louis Antoine Jean-Baptiste de Cambray-Digny     | chevalier de Cambray-Digny                                  | lieutenant-colonel des ingénieurs des États-Unis colonel par brevet                                     | Louis XVI l'autorise à servir les États-Unis. Il est nommé lieutenant-colonel des ingénieurs des États-Unis le 13 juin 1778. Il a participé à la bataille de Monmouth. Le Congrès lui ordonne d'aller à Charleston le 20 octobre 1778 puis temporairement au Fort Pitt, quartier général du brigadier général Lachlan McIntosh qui commande le front ouest. Chef ingénieur, il y fait construire un ouvrage bastionné. Le Congrès l'envoie le 2 février 1779 faire des réparations à Baltimore et à Edenton, accélérer le mouvement des troupes et des armes vers la Caroline du Sud et la Géorgie. Il dépend ensuite du major général Benjamin Lincoln qui commande le front sud. Il sert au siège de Savannah et au siège de Charleston où il est fait prisonnier le 12 mai 1780. Il est échangé le 26 novembre 1782. Il est nommé colonel par brevet par le Congrès le 2 mai 1783. Il est retraité le 15 novembre 1783 et rentre en France en 1784. |
| Anne-Louis Tousard,                              | chevalier de Tousard                                        | capitaine d'artillerie                                                                                  | Il obtient l'autorisation de se rendre aux États-Unis. À Paris, Silas Deane, commissaire des États-Unis, lui donne le grade de capitaine d'artillerie dans l'armée continentale à partir du 1er décembre 1776. Le Congrès continental confirme ce grade le 15 septembre et le 13 octobre 1777. Il arrive à Portsmouth sur l' Amphitrite, navire équipé par Beaumarchais, maison Hortalez et Cie, avec le colonel Tronson du Coudray, le 20 avril 1777, et rejoint l'armée continentale. Il sert à la bataille de Brandywine, à la bataille de Germantown, comme chef de l'artillerie auprès du marquis de La Fayette à Valley Forge et à la bataille de Monmouth. Au siège de Newport il combat dans l'armée du major général John Sullivan. À la bataille de Rhode Island; pendant une charge, son cheval est tué sous lui et son bras est si brisé par un boulet qu'il est nécessaire de l'amputer. Pour cette action, le Congrès l'a promu lieutenant-colonel par brevet le 27 octobre 1778 et il reçoit les félicitations Henry Laurens, président du Congrès continental. Il revient en France où Louis XVI le décore de la croix de Saint-Louis le 3 juillet 1779. Il a quitté le service des États-Unis le 1er janvier 1781. Il est revenu aux États-Unis en 1793 après avoir été arrêté pendant la Terreur. Il a été inspecteur de l'Académie militaire de West Point avant de quitter les États-Unis pour Saint-Domingue en 1802 mais l'abandon de l'île par la France le fait revenir en France. Il est nommé en 1805 chancelier des affaires commerciales de France à La Nouvelle-Orléans puis consul par intérim en 1811. Son emploi étant supprimé en 1816, il rentre en France. |
| Jacques de Segond                                | chevalier de Segond                                         | capitaine de cavalerie de la Légion Pulaski Major de l'armée des États-Unis                             | Il vient de France et s'engage comme volontaire dans l'armée continentale principale en juin 1777. Il est présent à la bataille de Brandywine, à la bataille de Germantown, à la bataille de White Marsh et à Valley Forge. Il est capitaine de cavalerie du 3e bataillon de la Légion de Pulaski. Il s'est distingué dans les escarmouches et dans la poursuite des loyalistes qui ont massacré des patriotes de la Légion Pulaski à Little Neck Harbor le 15 octobre 1778. Il passe l'hiver 1778/1779 à Minisink et en février a reçu l'ordre de rejoindre le major général Benjamin Lincoln sur le front sud. Il est à Charleston le 8 mai 1779 et participe à l'attaque trois jours plus tard contre l'avance de l'armée du général Augustine Prévost qui empêche la prise de la ville. Pendant le siège de Charleston il commande un détachement de sa Légion et fait prisonnier à la capitulation de la ville, le 12 mai 1780. Il est échangé le 26 novembre 1786. Il est promu major de l'armée des États-Unis par brevet par résolution spéciale du Congrès, le 30 septembre 1783. Il a quitté le service des États-Unis le 30 novembre 1783. |
| René-Hippolyte Penot Lombart                     | chevalier de Noirmont                                       | major de l'armée continentale                                                                           | En février 1777, il obtient un congé de trois ans pour venir aux États-Unis. Volontaire dans l'armée continentale, il sert comme aide-de-camp du major général comte Thomas Conway, du 13 décembre 1777 jusqu'à sa démission le 28 avril 1778, à Albany sur le front nord. Le 14 mai 1778, il sert comme sous-inspecteur de l'armée continentale du nord. Il est nommé major par brevet par le Congrès le 29 juillet 1778 avec félicitations. Il sert ensuite comme aide-de-camp du marquis de La Fayette jusqu'à son retour en France. Il est autorisé à prendre un congé mais n'en a pas profité. Le Congrès lui ordonne le 1er avril 1779 d'aller sur le front sud auprès du major général Benjamin Lincoln. Il sert au siège de Savannah dans l'infanterie légère. Il est promu lieutenant-colonel par brevet par le Congrès le 18 octobre 1779 pour sa valeur et ses services et on lui accorde un congé pour retourner en France. Il quitte le service des États-Unis le 1er janvier 1781 pour rejoindre l'armée française. Il est tué dans la prison de l'Abbaye pendant les massacres de Septembre. |
| Thomas Mullens                                   |                                                             | Major de l'armée continentale Lieutenant-colonel des États-Unis                                         | Il vient aux États-Unis avec la permission de Louis XVI en décembre 1776. Volontaire dans l'armée continentale, il est aide-de-camp du brigadier général Philippe Hubert Prudhomme de Borre qui a donné sa démission le 14 septembre 1777. À partir du 14 mai 1777, il agit comme major de la 3e Pennsylvania continental brigade, dans l'état-major du major général comte Thomas Conway. Le 6 octobre 1777, le général George Washington le nomme major de brigade avec le rang de major pour sa conduite à la bataille de Germantown. Le Congrès le nomme le 11 juin 1778 lieutenant-colonel des États-Unis pour sa conduite dans la bataille de Brandywine et la bataille de Germantown où un cheval a été tué sous lui. Il obtient un congé et retourne en France où il est promu 1er lieutenant dans le régiment de Berwick. Nommé capitaine en 1779. Le 1er mars 1780 il commande une compagnie de guides pour servir dans l'armée auxiliaire du comte de Rochambeau. Il revient dans le Rhode Island avec cette armée et fait toute la campagne. Il participe à la bataille de Yorktown. Il est capitaine en second du régiment de Berwick en 1785. |
| Jean-Louis Ambroise de Genton                    | chevalier de Villefranche                                   | capitaine dans le Corps des ingénieurs américains Lieutenant-colonel du Corps des ingénieurs            | Louis XVI lui permet d'entrer au service des États-Unis. Il quitte Lorient sur l' Amphitrite avec le colonel Tronson du Coudray le 14 février 1777. Il est alors muni d'une commission de capitaine des ingénieurs des États-Unis donnée par Silas Deane le 1er décembre 1776. Cette commission est confirmée par le Congrès le 13 octobre 1777 d'après ses services. Il est promu major dans le Corps des ingénieurs de l'armée américaine le 1er janvier 1778 et lieutenant-colonel par brevet le 2 mai 1783. Il a quitté le service le 3 novembre 1783 et rentre en France. Il est l'auteur de la carte de West Point et de ses dépendances. |
| Jean-Bernard Gauthier de Murnan                  |                                                             | Major du Corps des ingénieurs américains lieutenant-colonel des États-Unis                              | Il est nommé ingénieur du Corps des ingénieurs américains le 1er mars 1778. Il sert dans l'armée continentale principale jusqu'à l'année 1779 dans il est devenu officier ingénieur dans l'armée du major général John Sullivan pendant l'expédition Sullivan contre les Six Nations des indiens et a participé à la bataille de Newtown. À la fin de cette expédition il est revenu dans l'armée principale qui vient en Virginie en 1781 où il dirige les sapeurs et les mineurs au siège de Yorktown. Il se rend ensuite à West Point puis dans les cantonnements de l'armée continentale principale à New Windsor. Il est nommé lieutenant-colonel par brevet par décision spéciale du Congrès le 15 septembre 1783. Il est maintenu dans l'armée continentale alors que l'essentiel de l'armée est démobilisé. Il envoie sa démission au Congrès le 3 février 1784, qui l'accepte en termes élogieux. Le Congrès a créé l'armée des États-Unis par la résolution du 3 juin 1784, après la dissolution de l'armée continentale. |
| Charles Albert de Moré de Pontgibaud             | comte de Moré-Chaulnes                                      | major de l'armée continentale                                                                           | Il est venu aux États-Unis avec le marquis de La Fayette en 1777 et a été volontaire aide-de-camp dans son état-major. Il est nommé major de l'armée continentale et aide-de-camp du marquis de La Fayette le 2 février 1778 et l'a servi pendant toutes ses campagnes aux États-Unis. Il est revenu en France avec La Fayette en 1779, puis il embarque sur la frégate USS Alliance à Lorient pour retourner aux États-Unis le 8 juillet 1780 et arrive au port de Boston le 20 août 1780. Il rejoint immédiatement l'armée continentale principale. Il est maintenu dans l'armée continentale par résolution spéciale du Congrès du 21 janvier 1782. Il a quitté le service le 3 novembre 1783. Il rentre en France. |
| George Schaffner                                 |                                                             | Sergent de l'armée continentale major de l'armée continentale                                           | Engagé volontaire en mars 1776 dans la compagnie du capitaine Abraham De Huff de Lancaster (Pennsylvanie) du Pennsylvania Musketry Battalion commandé par Samuel John Atlee, puis il est nommé sergent. Son régiment arrive à Amboy le 21 juillet 1776, puis à New York le 11 août. Il est nommé enseigne le 19 août. Son régiment est placé aux Brooklyn Heights et le 25 août intégré dans la brigade de Lord Sterling par le major général John Sullivan. Le régiment subi des pertes importantes à la bataille de Long Island, le 27 août 1776 et ce qui reste est incorporé dans le Pennsylvania Rifle Regiment commandé par Samuel Miles par ordre de George Washington. Il est connu ensuite sous le nom de Pennsylvania State Regiment of Foot. Une partie du régiment est faite prisonnière à la bataille de Fort Washington, le 16 novembre 1776, mais le restant se trouvant à Fort Lee rejoint l'armée continentale principale. George Washington l'intègre dans la brigade du brigadier général Edward Hand. Il fait la retraite des Jerseys, participe à la bataille de Trenton et à la bataille de Princeton le 3 janvier 1777, puis passe ses quartiers d'hiver à Philadelphie. Le 4 février 1777 il est nommé second lieutenant dans un Corps de trois compagnies autorisé par le Congrès le 5 décembre 1776 levé par Nicholas Dietrich Ottendorf jusqu'à ce que ce Corps soit intégré dans le 1er bataillon de la Légion de partisans placée sous le commandement du colonel de la Rouërie. Il est promu capitaine le 8 février 1778. Il sert à la bataille de Short Hills, à la bataille de Brandywine, à la bataille de Germantown et à Valley Forge. Il est resté dans la Légion de partisans jusqu'à son licenciement, le 25 novembre 1783. |
| Michel Capitaine du Chesnoy                      |                                                             | Capitaine de l'armée continentale Capitaine du Corps des ingénieurs Major de l'armée continentale       | Par un arrangement avec Silas Deane à Paris, il obtient le rang de capitaine dans l'armée continentale le 1er décembre 1776. Il a été malade et passe sa convalescence à Salisbury (Caroline du Nord) jusqu'en avril 1778. Le Congrès le nomme capitaine dans le Corps des ingénieurs des États-Unis le 16 avril 1778 mais à partir du 1er décembre 1776. Il est d'abord chargé de la cartographie de la rivière Susquehanna. Après ce travail, il a servi comme aide-de-camp du marquis de La Fayette pendant toute la guerre d'indépendance américaine et doit cartographier ses engagements. Il est promu major par brevet par le Congrès le 5 novembre 1778. Il obtient du Congrès un congé le 5 novembre 1778 pour accompagner le marquis de La Fayette en France en janvier 1779. Il retourne aux États-Unis en mars 1780 avec La Fayette et sert avec lui dans la division d'infanterie légère dans les Jerseys, à West Point, dans la campagne de Virginie et à la bataille de Yorktown. Il est revenu en France en décembre 1781. Bien qu'il ne soit pas revenu aux États-Unis, le Congrès l'a retenu dans son service le 21 janvier 1782. Il a quitté le service des États-Unis le 3 novembre 1783. Il a été employé dans l'état-major du comte d'Estaing à Cadix pour ses opérations dans les Indes occidentales jusqu'à la paix de Versailles, en 1783. |
| Louis de Pontière                                |                                                             | capitaine de l'armée continentale Major de l'armée continentale                                         | Il s'embarque à Marseille avec le baron Steuben le 26 septembre 1777 sur la frégate l' Heureux dont le nom est changé en Flamand pour le voyage qui arrive à Portsmouth (New Hampshire) le Ier décembre 1777. À la demande du baron, il est nommé par le Congrès capitaine dans le 3e bataillon de la Légion des partisans du comte Pulaski le 2 février 1778. Il en est détaché pour être l'aide-de-camp du baron Steuben et l'accompagne à Valley Forge. Il a continué à être son aide-de-camp quand le baron Steuben a été nommé inspecteur général de l'armée continentale et pendant toute la guerre d'indépendance. Il a été présent à la bataille de Monmouth, à la bataille de Springfield et au siège de Yorktown. Il est retenu en service par une résolution spéciale du Congrès le 21 janvier 1782, promu major par brevet le 30 septembre 1783 par le Congrès. Il a quitté le service des États-Unis le 3 novembre 1783. Il revient en France en avril 1784. Le 6 mai 1789, il écrit à George Washington et Thomas Jefferson pour obtenir le paiement de sa solde car il n'a pas été payé pendant toute la guerre et a dû subvenir à ses frais avec sa fortune personnelle. |
| Charles de Frey                                  | baron de Frey                                               | Capitaine de l'armée continentale                                                                       | Il vient aux États-Unis en septembre 1777 avec une recommandation de Benjamin Franklin à George Washington et rejoint l'armée continentale principale comme volontaire. À Valley Forge, il est aide-de-camp du marquis de La Fayette. Il est fait prisonnier le Ier février 1778 pendant une opération de reconnaissance. Il est échangé le Ier juillet 1778. Il a été nommé capitaine dans le 3e bataillon de la Légion de partisans du comte Pulaski le 2 février 1778. Il a pris part à l'affaire de Little Neck le 15 octobre 1778, au combat devant Charleston, le 11 mai 1779 et au siège de Savannah. Le 4 octobre 1779, le Congrès lui donne congé pour 8 mois. Il est libéré du service des États-Unis à sa demande le 28 novembre 1781. Il est ensuite employé dans les services militaires français dans les Indes orientales et revient en 1788. |
| Pierre Charles L'Enfant                          |                                                             | lieutenant du Corps des ingénieurs major par brevet des États-Unis                                      | Il obtient de Louis XVI l'autorisation d'aller aider les Insurgents et entre en pourparlers avec Silas Deane, commissaire des États-Unis à Paris, qui lui donne une commission de premier lieutenant du Corps du génie des États-Unis à prendre effet le Ier décembre 1776. Cet accord est confirmé par les résolutions du Congrès du 10 juin, 15 septembre et 13 octobre 1777. Il quitte Lorient le 14 février 1444 à bord de l' Amphitrite, navire équipé par Beaumarchais, maison Hortalez et Cie, avec le colonel Tronson du Coudray qui a été major général et inspecteur de l'armée continentale et s'est noyé dans la rivière Schuylkill le 15 septembre 1777. Il a d'abord fait partie de l'armée continentale principale avant d'être envoyé sur le front sud. Il a été promu capitaine dans le Corps des ingénieurs le 18 féfrier 1778. Il est blessé dans l'assaut du le 9 octobre 1779, pendant le siège de Savannah, laissé sur le champ de bataille puis retiré au cours d'une trêve. Présent au siège de Charleston, il est fait prisonnier le 12 mai 1780 à la capitulation. Il n'a été échangé que l'année suivante. Il rejoint ensuite l'armée continentale principale et il est stationné à Philadelphie en 1782 et 1783. Il est promu major des États-Unis par brevet par résolution spéciale du Congrès le 2 mai 1783. En octobre 1783 il est parti sur le paquebot Washington pour la France porteur de lettres de George Washington adressées au comte d'Estaing, au comte de Rochambeau, au comte de Grasse et au marquis de La Fayette en vue de la création de la branche française de la Société des Cincinnati. Il apporte les projets d'insigne et de diplôme adoptés par la Société aux États-Unis. Il est arrivé au Havre le 8 décembre 1783. Avant d'aller en France, il a rencontré George Washington à ses quartiers généraux dans la maison Rockingham, Rocky Hill (New Jersey), et le major général Henry Knox qui est à West Point. Il a quitté le service militaire des États-Unis le Ier janvier 1784. Il a fixé sa résidence à Philadelphie. Il est appelé le 30 avril 1794 pour concevoir les défenses du Fort Mifflin. Il a fait les plans du Federal Hall National Memorial de New York pour y accueillir le 1er congrès des États-Unis. Son œuvre principale est le plan de la capitale fédérale Washington dont le président George Washington a annoncé l'implantation permanente au bord du Potomac le 24 janvier 1791. |
| Colomb,                                          |                                                             | capitaine de l'armée continentale                                                                       | Venu de France, il a été engagé volontaire dans le 1er régiment de Géorgie, régiment d'infanterie de l'armée continentale, en décembre 1776. Il est nommé capitaine en février 1778. Il est fait prisonnier le 29 décembre 1778 à la suite de l'échec de la défense de Savannah face aux troupes britanniques du colonel Archibald Campbell. Il est libéré sur parole à Sunbury (Géorgie). Ce poste américain est pris par une troupe britannique du colonel Augustine Prévost le 6 janvier 1779. En septembre 1779, le major général Prévost lui a accordé une libération inconditionnelle quant à son lieu de résidence. En décembre, il est autorisé à retourner en France en attendant son échange qui n'a jamais été effectué jusqu'à la proclamation par le Congrès de la cessation des hostilités, le 11 avril 1783. |
| Louis Celoron                                    |                                                             | lieutenant de l'armée continentale capitaine de l'armée continentale                                    | Il est entré au service des États-Unis comme volontaire avec l'autorisation de Louis XVI le 16 octobre 1776. Il est nommé par le Congrès lieutenant dans le 1er régiment d'infanterie continental canadien commandé par James Livingston, le 18 décembre 1776. Son régiement est d'abord en garnison dans les vallées Schoharie et Mohawk (Tryon County, New York) jusqu'à ce que l'attaque du lieutenant général John Burgoyne oblige le major général Philip Schuyler commandant le front nord de l'armée continentale à regrouper ses forces sur une ligne dans le l'Hudson supérieur. Il fait partie du détachement commandé par le major général Benedict Arnold parti de German Flats oblige les troupes britanniques du brigadier général Barry St. Leger à lever le siège de Fort Stanwix le 21 août 1777. Son régiment est ensuite incorporé dans la brigade commandée par le brigadier général Ebenezer Learned. Il prend part aux batailles de Saratoga, le 19 septembre et le 7 octobre 1777 où il est blessé par un coup de baïonnette dans une jambe pendant une attaque. Hospitalisé à Albany, il part encore convalescent avec son régiment pour rejoindre l'armée continentale principale en Pennsylvanie. Il est promu capitaine dans son régiment le 6 mai 1778. Il est à Valley Forge dans la brigade du brigadier général James Mitchell Varnum avec laquelle il participe à la bataille de Monmouth et à la marche vers White Plains (New York). Sa brigade est détachée de l'armée continentale principale pour aller au Rhode Island en juillet 1778. Il prend part au siège de Newport et à la bataille de Rhode Island. Il est stationné à Bristol (Rhode Island) en septembre 1778. Il est transféré en 1779 dans le 3e bataillon de la Légion de partisans du comte Pulaski et sert alors sur le front sud. Il participe aux combats contre l'avance de l'armée commandée par le major général Augustine Prévost devant Charleston (Caroline du Sud) le 11 mai 1779. Il est blessé à la tête par une balle au siège de Savannah, le 4 octobre 1779. Il est fait prisonnier après la capitulation de Charleston, le 12 mai 1780. Il n'est échangé que le 26 novembre 1782. Il est maintenu en service par une résolution du Congrès le 21 janvier 1782. Il est libéré du service des États-Unis le 1er janvier 1783. Il est aide-major sur l'île Saint-Christophe en mai 1783.                                                              |
| Claudius de Bert de Majan                        |                                                             | capitaine de l'armée continentale major des États-Unis par brevet                                       | Il vient aux États-Unis après la signature du traité d'alliance entre la France et les États-Unis et rejoint l'armée continentale à Valley Forge comme volontaire. Il est nommé capitaine dans le Ier bataillon continental de la Légion de partisans le 7 juin 1778 dans lequel il sert sous les ordres du marquis de Rouërie. Il prend part à de nombreuses actions jusqu'au démantèlement de ce bataillon le 25 novembre 1783. Il a été promu major par brevet par résolution spéciale du Congrès le 6 février 1784. Il retourne immédiatement en France mais revient aux États-Unis en 1789 et reçoit la même année le diplôme de membre de la Société des Cincinnati signé par George Washington et Henry Knox. |
| Michel-Gabriel Houdin                            |                                                             | lieutenant de l'armée continentale capitaine avec brevet de major dans l'armée américaine               | Il est nommé lieutenant dans le 15e régiment continental d'infanterie du Massachusetts sous les ordres du colonel Timothy Bigelow (en) le 1er janvier 1777 et sert sur le front nord. Il est présent aux batailles de Saratoga, puis dans l'armée continentale principale à Valley Forge, et à la bataille de Monmouth. Son régiment est envoyé dans le Rhode Island en juillet 1778. Il participe au siège de Newport et à la bataille de Rhode Island en 1779 et rejoint l'armée continentale principale. Il est promu capitaine de son régiment le 28 juin 1779. Il est transféré dans le 5e régiment d'infanterie du Massachusetts du colonel Rufus Putnam (en) le Ier janvier 1781. Il est transféré au 2e régiment d'infanterie du Massachusetts du colonel Ebenezer Sproat (en) le 12 juin 1783. Il a quitté le service des États-Unis le Ier janvier 1784. Il est promu major des États-Unis par brevet le 6 février 1784. Il est revenu aux États-Unis pour s'y installer définitivement où il a été attaché au quartier général de l'armée des États-Unis en 1791 pour être nommé en 1801 directeur du matériel, emploi qu'il a conservé jusqu'à sa mort. |
| Augustin Brissault                               |                                                             | lieutenant de l'armée continentale capitaine                                                            | Il est venu aux États-Unis à l'été 1778 et a intégré comme volontaire le Ier bataillon continental de la Légion des partisans, et, d'après les certificats du marquis de Rouërie et du marquis de La Fayette, a servi avec distinction pendant les opérations de cette année-là. Vers la fin de la campagne, quand il était sur le pont de revenir en France, le Congrès l'a nommé lieutenant des États-Unis par brevet le 13 janvier 1779. Il revient dans la Légion au printemps suivant et y reste tout le reste de la guerre. Il est promu capitaine le 11 mars 1782. Il a pris sa retraite le 25 novembre 1783. |
| Louis-Joseph de Beaulieu                         |                                                             | lieutenant de l'armée continental capitaine par brevet                                                  | Il est nommé second lieutenant dans le 3e bataillon continental de la Légion de partisans du comte Casimir Pulaski le 22 avril 1778. Il est promu premier lieutenant le Ier mars 1779. Il est sérieusement blessé au siège de Savannah le 9 octobre 1779, laissé sur le champ de bataille, il est fait prisonnier. Il est libéré sur parole, le Congrès l'autorise à aller en France le 5 août 1782 et de prendre sa retraite après avoir été échangé. Il est libéré de sa parole le 11 avril 1783, à la cessation des hostilités. Il est promu capitaine des États-Unis par brevet par le Congrès le 30 septembre 1783. Il a pris sa retraite le 3 novembre 1783 et a reçu une pension pour blessures. |
| Guillaume Eysandeau                              |                                                             | enseigne dans l'armée continentale lieutenant dans l'armée continentale                                 | Il est nommé enseigne dans le 15e régiment d'infanterie continental du Massachusetts du colonel Timothy Bigelow (en) le Ier mars 1777. Il prend part aux batailles de Saratoga et est présent à la capitulation du lieutenant général John Burgoyne, puis à Valley Forge, à la bataille de Monmouth, au siège de Newport et à la bataille de Rhode Island. Il est promu lieutenant de son régiment le 2 avril 1779 et sert pendant la campagne dans le New Jersey en 1780. Il est ensuite dans les Highlands de l'Hudson. Il est transféré dans le 5e régiment d'infanterie du Massachusetts du colonel Rufus Putnam (en) le Ier janvier 1781, puis dans le 3e régiment d'infanterie du Massachusetts du colonel Michael Jackson (en) le 12 juin 1783. Il a pris sa retraite le Ier janvier 1784. |
| Pierre de Castaing la Grâce                      |                                                             | capitaine                                                                                               | Il vient aux États-Unis en 1776 pour offrir ses services comme volontaire. Alors qu'il est à Boston, sur recommandation du colonel Henry Jackson (en), il est nommé second lieutenant dans le 16e régiment continental d'infanterie du Massachusetts dans lequel il combat au siège de Newport et à la bataille de Rhode Island. Il est promu premier lieutenant le 24 avril 1779 et il participe à la désastreuse expédition de Penobscot. Il est nommé aide-de-camp du major général (puis brigadier général) chevalier Du Portail, chef des ingénieurs des États-Unis, le 17 novembre 1779. Il est fait prisonnier à la capitulation de Charleston le 12 mai 1780 et échangé en décembre 1780. Il est transféré dans le 9e régiment d'infanterie du Massachusetts du colonel Henry Jackson le Ier janvier 1781 par incorporation de son propre régiment. Il est au siège de Yorktown. Il est transféré dans le 5e régiment d'infanterie du Massachusetts du colonel Rufus Putnam (en) le Ier janvier 1783. Il est transféré dans le 3e régiment d'infanterie du Massachusetts du colonel colonel Michael Jackson (en) le 12 juin 1783. Il a été aide-de-camp du major général Du Portail jusqu'à ce que ce dernier se retire, le 10 octobre 1783, sauf quand il a été prisonnier de guerre. Il a été ensuite en garnison à West Point avec son régiment. Le mois suivant, il a fait partie de la force réunie par George Washington qui a pris possession de la ville de New York après son évacuation par les troupes britanniques, le 25 novembre 1783. Il est ensuite retourné à West Point. Il a quitté le service des États-Unis le Ier janvier 1784. |
| Jean-Georges de Fontevieux                       | chevalier de Fontevieux                                     | lieutenant de l'armée continentale capitaine des États-Unis par brevet                                  | Il est venu aux États-Unis à l'été 1778 et a intégré comme volontaire le Ier bataillon continental de la Légion des partisans, et, d'après les certificats du marquis de Rouërie et du marquis de La Fayette, a servi avec distinction pendant les opérations de cette année-là. Vers la fin de la campagne, quand il était sur le pont de revenir en France, le Congrès l'a nommé lieutenant des États-Unis par brevet le 13 janvier 1779. Il revient dans la Légion au printemps suivant et y reste tout le reste de la guerre. Il est nommé lieutenant par le Congrès le 9 mars 1780. Il s'est retiré le 25 novembre 1783. Il a été promu capitaine des États-Unis par brevet le 6 février 1784. |
| James Descoutures de la Hais                     |                                                             | lieutenant de l'armée continentale                                                                      | Il est venu de France aux États-Unis et est nommé cornette dans le Ier bataillon continental de la Légion des partisans placé sous le commandement du marquis de La Rouërie le 30 juillet 1779 et pendant toute la guerre. Il a été nommé lieutenant dans la Légion le Ier janvier 1781. Il a quitté le service le 25 novembre 1783. |
| Jean-Thomas Dumouchel                            |                                                             | lieutenant de l'armée continentale                                                                      | Il a embarqué le Ier décembre 1775 à Port-au-Prince sur un bateau commercial américain pour offrir ses services au Congrès continental des treize colonies. Il est pris en mer par le frégate britannique HMS Hound, gardé prisonnier 15 jours et pillé de ses effets. Débarqué à la Jamaïque, il est mis en prison. Libéré, il retourne à Port-au-Prince et embarque de nouveau pour les États-Unis. Il est capturé par un corsaire anglais et débarqué sur la côte de Saint-Domingue. Embarqué de nouveau, il arrive à Charleston et va à Philadelphie et entre comme volontaire dans le 4e régiment continental d'infanterie de Géorgie (en) du colonel John White stationné dans la ville. Il sert dans ce régiment jusqu'à ce qu'il soit nommé second lieutenant dans le 3e régiment continental d'infanterie de Géorgie du colonel John Stirk le 6 juin 1777. Il a participé à deux expéditions contre les indiens, puis, en mai et juin 1778, à l'expédition infructueuse contre la Floride occidentale britannique (en) sous le commandement du major général Robert Howe dont la troupe a été réduite par la maladie et la mort à un peu plus du tiers de ce qu'elle était au départ. Malade, il obtient un congé pour convalescence et se rend à la Martinique en décembre 1778. Il y trouve la flotte du comte d'Estaing et prend part à la prise de Sainte-Lucie dans le régiment Armagnac infanterie. Pour sa bonne conduite, le comte d'Estaing lui a proposé de la nommer capitaine en second dans un bataillon de volontaires du corps expéditionnaire. Ayant entre-temps été informé que l'état de Géorgie a été envahi et occupé par les troupes britanniques, il a accepté. Il a assisté à la prise de la Grenade et à la prise de Saint-Vincent (en). Il est replacé surnuméraire au régiment de Géorgie par décision du Congrès et par suite de la réduction des effectifs le 8 janvier et le 11 février 1780. Louis XVI l'a nommé sous-lieutenant dans le régiment de la Martinique et lieutenant en premier le 5 mars 1789. Il est mort à Boston le 31 décembre 1790 pendant un congé. |
| Nicolas-Georges Le Roy                           |                                                             | Enseigne de l'armée continentale lieutenant de l'armée continentale Capitaine des                       | Il est nommé enseigne dans le 2e régiment continental d'infanterie de Pennsylvanie colonel Walter Stewart[Lequel ?] le 28 juillet 1779 et a rejoint son régiment à West Point. Il a fait la campagne du New Jersey avec son régiment dans l'armée continentale principale l'année suivante. Il est nommé lieutenant dans son régiment le 2 janvier 1781. Après la démobilisation d'une partie du contingent de Pennsylvanie, il reste à York (Pennsylvanie) jusqu'au 26 mai 1781, quand la brigade continentale de Pennsylvanie à laquelle il est attaché marche, sous le commandement du brigadier général Anthony Wayne se joint aux troupes du major général marquis de La Fayette dans le comté de Culpeper, le 10 juin 1781. Il a pris part aux actions contre Lord Cornwallis, le 6 juillet 1781, à Jamestown Ford et au siège de Yorktown. Son régiment quitte cette place le 5 novembre pour se joindre à Nathanael Greene en Caroline du Sud et effectue cette jonction le 2 janvier 1782, dans le comté de Colleton. Il est transféré dans le Ier régiment continental d'infanterie de Pennsylvanie du colonel Daniel Brodhead à James Island (Caroline du Sud), le Ier janvier 1783. Il rest en service sur le front sud jusqu'au 8 juin 1783. Il est retiré du service le 3 novembre 1783 et nommé capitaine des États-Unis par brevet par le Congrès le 6 février 1784. |
| Pierre-Benigne-Victor Raffaneau                  |                                                             | cornette                                                                                                | Il est venu de France aux États-Unis et a été nommé cornette dans le Ier bataillon continental de la Légion de partisans le Ier décembre 1781. Il a servi comme volontaire pendant toute la durée de la campagne. Il est resté dans la Légion pendant toute la guerre d'indépendance. Il s'est retiré du service le 25 novembre 1783. |

## Membres héréditaires
Ce sont des parents de membres d'origine ayant obtenu d'être reçus dans la Société de Cincinnati.
- Lieutenant Frédéric, baron de Kalb, fils aîné du major général baron Johann de Kalb, mortellement blessé à la bataille de Camden, le 16 août 1780, mort le 19 août.
- Colonel Jean-Frédéric de Chabannes, marquis de La Palice, d'abord déclaré membre honoraire, il a été déclaré membre héréditaire au décès de son frère Jacques-Gilbert-Marie de Cabannes, aide-major général de George Washington, qui est mort non marié à Saint-Domingue en 1789.
- Maréchal de camp Charles-Gabriel du Houx, baron de Vioménil, fils unique du lieutenant général Antoine Charles du Houx et son aide-de-camp pendant la guerre d'indépendance des États-Unis[215].
- Contre-amiral Hyacinthe-Yves-Philippe-Potentien, baron de Bougainville, fils aîné du vice-amiral Louis-Antoine, comte de Bougainville, est reçu membre héréditaire à la suite d'une communication, en date du 23 mai 1820, du Secrétaire général, major William Jackson, au ministre de France aux États-Unis.
- Contre-amiral André Jules François, baron de Martinencg de Gineste, fils aîné du brigadier des armées navales Joseph- Jules-François de Martineng de Gineste.
- Capitaine de vaisseau François-Elzéar, marquis de Pontevès-Gien, fils aîné d'Henri-Jean-Baptiste, vicomte de Pontevès-Gien, et neveu de Jean-Baptiste-Elzéar, marquis de Pontevès-Gien, tous les deux membres d'origine de la Société des Cincinnati. Il a obtenu du secrétaire général major Jackson de succéder à son père en 1822.

## Membres honoraires

### Armée française
Les officiers cités dans cette liste ont servi pendant la guerre d'indépendance des États-Unis et ont été acceptés par Louis XVI pour faire partie de la Société des Cincinnati mais, au regard des règles de cette société, ne peuvent être admis que comme membres honoraires pendant leur vie.
- Louis-Alexandre Berthier[217], prince de Neuchâtel et Valangin, prince de Wagram,
- François Claude de Bouillé, marquis de Bouillé,
- Alexandre Louis Andrault, comte de Langeron,
- Paul Louis, chevalier Gaultier de Kervéguen,
- Louis-François-Bertrand du Pont d'Aubevoye, comte de Lauberdière,
- Mathieu, comte Dumas,
- Thomas, comte Conway,
- Georges-Henri-Victor Collot,
- Jean Christophe Louis Frédéric Ignace, baron de Closen-Haydenburg,
- Henri François Marie de Pascal, vicomte de Saint-Juéry,
- François Joseph Maxime Cromot, baron du Bourg,
- Louis Pierre Penot Lombart, chevalier de La Neuville,
- André Jérôme de La Mire, vicomte de Mory,
- Jean Frédéric de Chabannes, marquis de La Palisse,
- Jean-Baptiste Raymond de Fenis, comte de La Prade,
- Charles, chevalier de Béville,
- François Joseph Pierre, comte de Mondion de Sassay,
- Louis-Antoine Thibault de Menonville,
- Joseph Claude Louis de Grenouillet de Sablières de La Tribale,
- Jacques Nagle,
- Nicolas Louis de La Roque-Percin,
- Paul de La Beaume d'Angely, baron de Malves,
- René Marguerite Henri de Giroie de Neufvy,
- François d'Auber, chevalier de Peyrelongue,
- Joseph Louis Godard de Vaudremont,
- Joseph Léonard Poirey,
- Louis-Antoine Magallon, chevalier de La Morlière,
- Benoît Joseph de Tarlé,
- César Louis de Baulny,

### Marine française
Les officiers cités dans cette liste ont servi pendant la guerre d'indépendance des États-Unis et ont été acceptés par Louis XVI pour faire partie de la Société des Cincinnati mais, au regard des règles de cette société, ne peuvent être admis que comme membres honoraires pendant leur vie. N'ayant pas eu le grade de capitaine de vaisseau ou de commandant en second sur un navire ayant participé aux escadres ayant participé à cette guerre, ils ne peuvent pas être reçus comme membres d'origine.
- Contre-amiral Louis Charles Hilarion, chevalier de Saqui des Tourès[219],
- Contre-amiral Jean-Joseph de Rafélis, comte de Broves[220],[221],
- Contre-amiral Étienne Marc Antoine Joseph, comte de Grasse-Limermont[222],
- Contre-amiral Louis Charles Henry Hébert, comte de Beauvoir[130],
- Chef d'escadre Jean-Baptiste Philippe, comte de Marin[140],
- Chef d'escadre Brossey du Mas[189],
- Capitaine de vaisseau de Pierre-Alexandre Mayet, comte de La Vilatelle[105]https://gallica.bnf.fr/ark:/12148/bpt6k65709399/f253.item.r=,
- Capitaine de vaisseau chevalier Cuers de Cogolin[175],
- Capitaine de vaisseau Amédée-Bernard-Amable Marc Antoine de Beaurepairen[130],
- Capitaine de vaisseau Charles-Jacques-Augustin, marquis de Lort de Sérignan[223],
- Capitaine de vaisseau Félix d'Hesmivy de Moissac[145],
- Capitaine de vaisseau Desglaiseaux de Venel[199],
- Capitaine de vaisseau Jean-Paul-Germain, chevalier des Tourres[193],
- Capitaine de vaisseau Le Mauff[224],
- Capitaine de vaisseau Toussaint de Lambert[225],
- Capitaine de vaisseau Jean, marquis de Tressemanes-Brunet[226],
- Capitaine de vaisseau Jean-Louis Trédern de Lézerec[226],
- Capitaine de vaisseau Charles-Louis Auguste Rogon de Carcaradec de Villegussio[171],
- Capitaine de vaisseau Pierre-Jean de Roquefeuil, vicomte de La Devèze[227],
- Capitaine de vaisseau Mathieu-Balthazar de Mine[192],
- Capitaine de vaisseau Potrin de La Morinière[228],
- Capitaine de vaisseau baron de Malet de Puyvallier[207],
- Capitaine de vaisseau Jean-Antoine de Possel[184],
- Capitaine de vaisseau Jean-Baptiste d'Authier de Sisgau[229],
- Capitaine de vaisseau Legris d'Esponchez[211],
- Capitaine de vaisseau Louis-Joseph, chevalier de Linière[101],
- Capitaine de vaisseau Joseph, comte de Flotte d'Argenson[81],
- Capitaine de vaisseau d'Espiez[211],
- Capitaine de vaisseau Henry-Rodolphe de Gueydon[230],
- Capitaine de vaisseau Charles de Rochesaleil[191],
- Capitaine de vaisseau Hippolyte-André Hue de Lérondel[213],
- Capitaine de vaisseau Joseph-Louis Joly de Cabanous[186],
- Capitaine de vaisseau Antoine-Claude, vicomte de Beaucaire[210],
- Capitaine de vaisseau de Moisset[145],
- Capitaine de vaisseau Louis-César de Fontblanche, marquis de Julhan[83],
- Capitaine de vaisseau Camille Basset, chevalier de Châteaubourg[231],
- Capitaine de vaisseau Jean-Baptiste Alexandre Durand de Braye[232],
- Capitaine de vaisseau François Jean-Baptiste Sextius, chevalier d'Arnaud[233],
- Capitaine de vaisseau Robert-François-Louis d'Harnois de Blangues[208],
- Capitaine de vaisseau Guillaume Joseph, baron de Beaumont de Verneuil d'Auty[130],
- Capitaine de vaisseau Greslier de Concize[159],
- Capitaine de vaisseau Joseph-Charles-René-Claude Gouyon de Vaurouault[125],
- Capitaine de vaisseau Antoine Robert, vicomte du Cluzel[175],
- Capitaine de vaisseau Gaspard, vicomte de Galbert[234],
- Capitaine de vaisseau René-Alphonse-Paulin, marquis de Grasse-Briançon[222],
- Contre-amiral Claude de Beaupoil, vicomte de Saint-Aulaire[113],
- Capitaine de vaisseau Philibert-Gabriel-Joseph-Silvestre, chevalier de L'Épine du Puy[213],
- Capitaine de vaisseau Louis-Charles-Théodat de Taillevis, comte de Perrigny[109],
- Major de vaisseau marquis Dantin de Saint-Pée[235],
- Major de vaisseau Louis Jérôme Charles François Bernier, marquis de Pierrevert[236],
- Capitaine de vaisseau Louis-Alexandre Isnard de Cancelade[237],
- Major de vaisseau Hilarion Charles Meyronnet de Saint-Marc de Fauris[192],
- Major de vaisseau Charles François, comte de Cambis-Lézan[238],
- Capitaine de vaisseau Charles, chevalier puis comte de Loménie[101],
- Capitaine de vaisseau Louis Gaspard Le Gardeur de Repentigny[239],
- Lieutenant de vaisseau Paul Gilbert Aragonnès d'Orcet[233],
- Lieutenant de vaisseau marqui Le Camus[105],
- Lieutenant de vaisseau Hercule, chevalier de Sambucy,
- Lieutenant de vaisseau Pierre Victor Laurent, chevalier de Chadirac[240],
- Lieutenant de vaisseau Louis Alexis de Perier de Salvert[241].

## Membres honoraires recommandés à Louis XVI et approuvés par lui en 1792[242]
En janvier 1792, le comte d'Estaing, le comte de Rochambeau et le marquis de La Fayette ont soumis à Louis XVI, par l'intermédiaire du ministre de la guerre, Louis Marie de Narbonne-Lara, une liste d'officiers qui ont servi avec distinction pendant la guerre d'indépendance des États-Unis et recommandés comme dignes d'être admis dans la Société des Cincinnati de France. Le 3 février 1792, le roi a retourné la liste avec la mention approuvé.
- Maréchal de camp Gilbert de Bressolles[209],
- Maréchal de camp Marie Charles François David[235],
- Colonel Charles Étienne Marguerite des Bordes[183],
- Colonel Antoine Xavier de Nadal[198],
- Colonel Louis Charles Barrier[210],
- Colonel Armand-Joseph-Pierre Guérin de La Chaize[161],
- Colonel Olivier-Victor de Beaudré[210],
- Maréchal de camp Henri Dominique, comte de Palys de Montrepos[243],
- Colonel François Ignace, chevalier d'Oyré[152],
- Colonel Pierre d'Espeyron[211],
- Colonel Charles-Joseph de Losse de Bayac[210],
- Colonel Frédéric-Charles, baron de Haacke[208],
- Colonel Charles-Adrien de Buzelet[186],
- Colonel Charles-Bertin-Gaston Chapuy de Tourville[193],
- Colonel Marc-Gaspard Capriol de Péchassaut,
- Colonel Charles, baron de Fürstenwœrther[244],
- Colonel René-Adrien Le Seigneur du Chevalier[213],
- Colonel Joseph-Marie-Anne de Moyria[198],
- Colonel Louis-Alexandre d'Attel de Lutange[233],
- Colonel François d'Anselme de Saint-Victor[245],
- Colonel Pierre-Raymond de Caldaguès[238],
- Colonel Charles-Esnest, chevalier de Haacke[208],
- Colonel Louis-Henri de Beffroy[130],
- Colonel Thomas, baron de Keating[246],
- Commissaire principal des guerres Claude Bernard[247],
- Commissaire des guerres Joseph-François, chevalier Gau[112],
- Commissaire des guerres Jacques-Pierre Orillard, comte de Villemanzy[248].

## Pour approfondir